# Immortelle de Rubinstein
L’Immortelle de Rubinstein est une partie d'échecs jouée le 26 décembre 1907 (ou en 1908 selon certaines sources,), entre Gersz Rotlewi et Akiba Rubinstein, lors du cinquième championnat de Russie disputé à Łódź en 1907–1908.

## Partie commentée
1. d4 d5 2. Cf3 e6 3. e3
Il s'agit du système Colle, moins violent que le gambit dame, qui se joue avec 3. c4.
3. ... c5 4. c4 Cc6 5. Cc3 Cf6 6. dxc5 Fxc5 7. a3 a6 8. b4 Fd6 9. Fb2 0-0 10. Dd2 ?!
La dame blanche est en danger sur cette colonne (quand elle s'ouvrira), et il aurait mieux valu jouer 10. cxd5, 10. Fe2, ou bien 10. Dc2.
10. ... De7 11. Fd3 dxc4 !
La colonne s'ouvre, et met ensuite en jeu rapidement son fou c8.
12. Fxc4 b5 13. Fd3 Td8 14. De2
Un premier constat s'impose : les Blancs ont perdu du temps dans l'ouverture, car ils doivent encore roquer, et c'est aux Noirs de jouer.
14. ... Fb7 15. 0-0 Ce5 16. Cxe5 Fxe5 17. f4 Fc7 18. e4 Tac8 19. e5 ? Cette erreur est lourde de conséquences, car elle ouvre la diagonale pour le fou noir. 
19. ... Fb6+ 20. Rh1 Cg4 !!
Ce n'est pas un sacrifice car, s'il est capturé par la dame blanche, la tour noire pourra capturer le fou blanc d3, et les blancs se retrouveront envahis. Rotlewi refuse donc de prendre le cavalier.
21. Fe4 Dh4 22. g3 Txc3 !!
|   | a | b | c | d | e | f | g | h |   |
| 8 | Tour noire sur case noire d8 · Roi noir sur case blanche g8 · Fou noir sur case blanche b7 · Pion noir sur case blanche f7 · Pion noir sur case noire g7 · Pion noir sur case blanche h7 · Pion noir sur case blanche a6 · Fou noir sur case noire b6 · Pion noir sur case blanche e6 · Pion noir sur case blanche b5 · Pion blanc sur case noire e5 · Pion blanc sur case noire b4 · Fou blanc sur case blanche e4 · Pion blanc sur case noire f4 · Cavalier noir sur case blanche g4 · Dame noire sur case noire h4 · Pion blanc sur case noire a3 · Tour noire sur case noire c3 · Pion blanc sur case noire g3 · Fou blanc sur case noire b2 · Dame blanche sur case blanche e2 · Pion blanc sur case noire h2 · Tour blanche sur case noire a1 · Tour blanche sur case blanche f1 · Roi blanc sur case blanche h1 | Tour noire sur case noire d8 · Roi noir sur case blanche g8 · Fou noir sur case blanche b7 · Pion noir sur case blanche f7 · Pion noir sur case noire g7 · Pion noir sur case blanche h7 · Pion noir sur case blanche a6 · Fou noir sur case noire b6 · Pion noir sur case blanche e6 · Pion noir sur case blanche b5 · Pion blanc sur case noire e5 · Pion blanc sur case noire b4 · Fou blanc sur case blanche e4 · Pion blanc sur case noire f4 · Cavalier noir sur case blanche g4 · Dame noire sur case noire h4 · Pion blanc sur case noire a3 · Tour noire sur case noire c3 · Pion blanc sur case noire g3 · Fou blanc sur case noire b2 · Dame blanche sur case blanche e2 · Pion blanc sur case noire h2 · Tour blanche sur case noire a1 · Tour blanche sur case blanche f1 · Roi blanc sur case blanche h1 | Tour noire sur case noire d8 · Roi noir sur case blanche g8 · Fou noir sur case blanche b7 · Pion noir sur case blanche f7 · Pion noir sur case noire g7 · Pion noir sur case blanche h7 · Pion noir sur case blanche a6 · Fou noir sur case noire b6 · Pion noir sur case blanche e6 · Pion noir sur case blanche b5 · Pion blanc sur case noire e5 · Pion blanc sur case noire b4 · Fou blanc sur case blanche e4 · Pion blanc sur case noire f4 · Cavalier noir sur case blanche g4 · Dame noire sur case noire h4 · Pion blanc sur case noire a3 · Tour noire sur case noire c3 · Pion blanc sur case noire g3 · Fou blanc sur case noire b2 · Dame blanche sur case blanche e2 · Pion blanc sur case noire h2 · Tour blanche sur case noire a1 · Tour blanche sur case blanche f1 · Roi blanc sur case blanche h1 | Tour noire sur case noire d8 · Roi noir sur case blanche g8 · Fou noir sur case blanche b7 · Pion noir sur case blanche f7 · Pion noir sur case noire g7 · Pion noir sur case blanche h7 · Pion noir sur case blanche a6 · Fou noir sur case noire b6 · Pion noir sur case blanche e6 · Pion noir sur case blanche b5 · Pion blanc sur case noire e5 · Pion blanc sur case noire b4 · Fou blanc sur case blanche e4 · Pion blanc sur case noire f4 · Cavalier noir sur case blanche g4 · Dame noire sur case noire h4 · Pion blanc sur case noire a3 · Tour noire sur case noire c3 · Pion blanc sur case noire g3 · Fou blanc sur case noire b2 · Dame blanche sur case blanche e2 · Pion blanc sur case noire h2 · Tour blanche sur case noire a1 · Tour blanche sur case blanche f1 · Roi blanc sur case blanche h1 | Tour noire sur case noire d8 · Roi noir sur case blanche g8 · Fou noir sur case blanche b7 · Pion noir sur case blanche f7 · Pion noir sur case noire g7 · Pion noir sur case blanche h7 · Pion noir sur case blanche a6 · Fou noir sur case noire b6 · Pion noir sur case blanche e6 · Pion noir sur case blanche b5 · Pion blanc sur case noire e5 · Pion blanc sur case noire b4 · Fou blanc sur case blanche e4 · Pion blanc sur case noire f4 · Cavalier noir sur case blanche g4 · Dame noire sur case noire h4 · Pion blanc sur case noire a3 · Tour noire sur case noire c3 · Pion blanc sur case noire g3 · Fou blanc sur case noire b2 · Dame blanche sur case blanche e2 · Pion blanc sur case noire h2 · Tour blanche sur case noire a1 · Tour blanche sur case blanche f1 · Roi blanc sur case blanche h1 | Tour noire sur case noire d8 · Roi noir sur case blanche g8 · Fou noir sur case blanche b7 · Pion noir sur case blanche f7 · Pion noir sur case noire g7 · Pion noir sur case blanche h7 · Pion noir sur case blanche a6 · Fou noir sur case noire b6 · Pion noir sur case blanche e6 · Pion noir sur case blanche b5 · Pion blanc sur case noire e5 · Pion blanc sur case noire b4 · Fou blanc sur case blanche e4 · Pion blanc sur case noire f4 · Cavalier noir sur case blanche g4 · Dame noire sur case noire h4 · Pion blanc sur case noire a3 · Tour noire sur case noire c3 · Pion blanc sur case noire g3 · Fou blanc sur case noire b2 · Dame blanche sur case blanche e2 · Pion blanc sur case noire h2 · Tour blanche sur case noire a1 · Tour blanche sur case blanche f1 · Roi blanc sur case blanche h1 | Tour noire sur case noire d8 · Roi noir sur case blanche g8 · Fou noir sur case blanche b7 · Pion noir sur case blanche f7 · Pion noir sur case noire g7 · Pion noir sur case blanche h7 · Pion noir sur case blanche a6 · Fou noir sur case noire b6 · Pion noir sur case blanche e6 · Pion noir sur case blanche b5 · Pion blanc sur case noire e5 · Pion blanc sur case noire b4 · Fou blanc sur case blanche e4 · Pion blanc sur case noire f4 · Cavalier noir sur case blanche g4 · Dame noire sur case noire h4 · Pion blanc sur case noire a3 · Tour noire sur case noire c3 · Pion blanc sur case noire g3 · Fou blanc sur case noire b2 · Dame blanche sur case blanche e2 · Pion blanc sur case noire h2 · Tour blanche sur case noire a1 · Tour blanche sur case blanche f1 · Roi blanc sur case blanche h1 | Tour noire sur case noire d8 · Roi noir sur case blanche g8 · Fou noir sur case blanche b7 · Pion noir sur case blanche f7 · Pion noir sur case noire g7 · Pion noir sur case blanche h7 · Pion noir sur case blanche a6 · Fou noir sur case noire b6 · Pion noir sur case blanche e6 · Pion noir sur case blanche b5 · Pion blanc sur case noire e5 · Pion blanc sur case noire b4 · Fou blanc sur case blanche e4 · Pion blanc sur case noire f4 · Cavalier noir sur case blanche g4 · Dame noire sur case noire h4 · Pion blanc sur case noire a3 · Tour noire sur case noire c3 · Pion blanc sur case noire g3 · Fou blanc sur case noire b2 · Dame blanche sur case blanche e2 · Pion blanc sur case noire h2 · Tour blanche sur case noire a1 · Tour blanche sur case blanche f1 · Roi blanc sur case blanche h1 | 8 |
| 7 | Tour noire sur case noire d8 · Roi noir sur case blanche g8 · Fou noir sur case blanche b7 · Pion noir sur case blanche f7 · Pion noir sur case noire g7 · Pion noir sur case blanche h7 · Pion noir sur case blanche a6 · Fou noir sur case noire b6 · Pion noir sur case blanche e6 · Pion noir sur case blanche b5 · Pion blanc sur case noire e5 · Pion blanc sur case noire b4 · Fou blanc sur case blanche e4 · Pion blanc sur case noire f4 · Cavalier noir sur case blanche g4 · Dame noire sur case noire h4 · Pion blanc sur case noire a3 · Tour noire sur case noire c3 · Pion blanc sur case noire g3 · Fou blanc sur case noire b2 · Dame blanche sur case blanche e2 · Pion blanc sur case noire h2 · Tour blanche sur case noire a1 · Tour blanche sur case blanche f1 · Roi blanc sur case blanche h1 | Tour noire sur case noire d8 · Roi noir sur case blanche g8 · Fou noir sur case blanche b7 · Pion noir sur case blanche f7 · Pion noir sur case noire g7 · Pion noir sur case blanche h7 · Pion noir sur case blanche a6 · Fou noir sur case noire b6 · Pion noir sur case blanche e6 · Pion noir sur case blanche b5 · Pion blanc sur case noire e5 · Pion blanc sur case noire b4 · Fou blanc sur case blanche e4 · Pion blanc sur case noire f4 · Cavalier noir sur case blanche g4 · Dame noire sur case noire h4 · Pion blanc sur case noire a3 · Tour noire sur case noire c3 · Pion blanc sur case noire g3 · Fou blanc sur case noire b2 · Dame blanche sur case blanche e2 · Pion blanc sur case noire h2 · Tour blanche sur case noire a1 · Tour blanche sur case blanche f1 · Roi blanc sur case blanche h1 | Tour noire sur case noire d8 · Roi noir sur case blanche g8 · Fou noir sur case blanche b7 · Pion noir sur case blanche f7 · Pion noir sur case noire g7 · Pion noir sur case blanche h7 · Pion noir sur case blanche a6 · Fou noir sur case noire b6 · Pion noir sur case blanche e6 · Pion noir sur case blanche b5 · Pion blanc sur case noire e5 · Pion blanc sur case noire b4 · Fou blanc sur case blanche e4 · Pion blanc sur case noire f4 · Cavalier noir sur case blanche g4 · Dame noire sur case noire h4 · Pion blanc sur case noire a3 · Tour noire sur case noire c3 · Pion blanc sur case noire g3 · Fou blanc sur case noire b2 · Dame blanche sur case blanche e2 · Pion blanc sur case noire h2 · Tour blanche sur case noire a1 · Tour blanche sur case blanche f1 · Roi blanc sur case blanche h1 | Tour noire sur case noire d8 · Roi noir sur case blanche g8 · Fou noir sur case blanche b7 · Pion noir sur case blanche f7 · Pion noir sur case noire g7 · Pion noir sur case blanche h7 · Pion noir sur case blanche a6 · Fou noir sur case noire b6 · Pion noir sur case blanche e6 · Pion noir sur case blanche b5 · Pion blanc sur case noire e5 · Pion blanc sur case noire b4 · Fou blanc sur case blanche e4 · Pion blanc sur case noire f4 · Cavalier noir sur case blanche g4 · Dame noire sur case noire h4 · Pion blanc sur case noire a3 · Tour noire sur case noire c3 · Pion blanc sur case noire g3 · Fou blanc sur case noire b2 · Dame blanche sur case blanche e2 · Pion blanc sur case noire h2 · Tour blanche sur case noire a1 · Tour blanche sur case blanche f1 · Roi blanc sur case blanche h1 | Tour noire sur case noire d8 · Roi noir sur case blanche g8 · Fou noir sur case blanche b7 · Pion noir sur case blanche f7 · Pion noir sur case noire g7 · Pion noir sur case blanche h7 · Pion noir sur case blanche a6 · Fou noir sur case noire b6 · Pion noir sur case blanche e6 · Pion noir sur case blanche b5 · Pion blanc sur case noire e5 · Pion blanc sur case noire b4 · Fou blanc sur case blanche e4 · Pion blanc sur case noire f4 · Cavalier noir sur case blanche g4 · Dame noire sur case noire h4 · Pion blanc sur case noire a3 · Tour noire sur case noire c3 · Pion blanc sur case noire g3 · Fou blanc sur case noire b2 · Dame blanche sur case blanche e2 · Pion blanc sur case noire h2 · Tour blanche sur case noire a1 · Tour blanche sur case blanche f1 · Roi blanc sur case blanche h1 | Tour noire sur case noire d8 · Roi noir sur case blanche g8 · Fou noir sur case blanche b7 · Pion noir sur case blanche f7 · Pion noir sur case noire g7 · Pion noir sur case blanche h7 · Pion noir sur case blanche a6 · Fou noir sur case noire b6 · Pion noir sur case blanche e6 · Pion noir sur case blanche b5 · Pion blanc sur case noire e5 · Pion blanc sur case noire b4 · Fou blanc sur case blanche e4 · Pion blanc sur case noire f4 · Cavalier noir sur case blanche g4 · Dame noire sur case noire h4 · Pion blanc sur case noire a3 · Tour noire sur case noire c3 · Pion blanc sur case noire g3 · Fou blanc sur case noire b2 · Dame blanche sur case blanche e2 · Pion blanc sur case noire h2 · Tour blanche sur case noire a1 · Tour blanche sur case blanche f1 · Roi blanc sur case blanche h1 | Tour noire sur case noire d8 · Roi noir sur case blanche g8 · Fou noir sur case blanche b7 · Pion noir sur case blanche f7 · Pion noir sur case noire g7 · Pion noir sur case blanche h7 · Pion noir sur case blanche a6 · Fou noir sur case noire b6 · Pion noir sur case blanche e6 · Pion noir sur case blanche b5 · Pion blanc sur case noire e5 · Pion blanc sur case noire b4 · Fou blanc sur case blanche e4 · Pion blanc sur case noire f4 · Cavalier noir sur case blanche g4 · Dame noire sur case noire h4 · Pion blanc sur case noire a3 · Tour noire sur case noire c3 · Pion blanc sur case noire g3 · Fou blanc sur case noire b2 · Dame blanche sur case blanche e2 · Pion blanc sur case noire h2 · Tour blanche sur case noire a1 · Tour blanche sur case blanche f1 · Roi blanc sur case blanche h1 | Tour noire sur case noire d8 · Roi noir sur case blanche g8 · Fou noir sur case blanche b7 · Pion noir sur case blanche f7 · Pion noir sur case noire g7 · Pion noir sur case blanche h7 · Pion noir sur case blanche a6 · Fou noir sur case noire b6 · Pion noir sur case blanche e6 · Pion noir sur case blanche b5 · Pion blanc sur case noire e5 · Pion blanc sur case noire b4 · Fou blanc sur case blanche e4 · Pion blanc sur case noire f4 · Cavalier noir sur case blanche g4 · Dame noire sur case noire h4 · Pion blanc sur case noire a3 · Tour noire sur case noire c3 · Pion blanc sur case noire g3 · Fou blanc sur case noire b2 · Dame blanche sur case blanche e2 · Pion blanc sur case noire h2 · Tour blanche sur case noire a1 · Tour blanche sur case blanche f1 · Roi blanc sur case blanche h1 | 7 |
| 6 | Tour noire sur case noire d8 · Roi noir sur case blanche g8 · Fou noir sur case blanche b7 · Pion noir sur case blanche f7 · Pion noir sur case noire g7 · Pion noir sur case blanche h7 · Pion noir sur case blanche a6 · Fou noir sur case noire b6 · Pion noir sur case blanche e6 · Pion noir sur case blanche b5 · Pion blanc sur case noire e5 · Pion blanc sur case noire b4 · Fou blanc sur case blanche e4 · Pion blanc sur case noire f4 · Cavalier noir sur case blanche g4 · Dame noire sur case noire h4 · Pion blanc sur case noire a3 · Tour noire sur case noire c3 · Pion blanc sur case noire g3 · Fou blanc sur case noire b2 · Dame blanche sur case blanche e2 · Pion blanc sur case noire h2 · Tour blanche sur case noire a1 · Tour blanche sur case blanche f1 · Roi blanc sur case blanche h1 | Tour noire sur case noire d8 · Roi noir sur case blanche g8 · Fou noir sur case blanche b7 · Pion noir sur case blanche f7 · Pion noir sur case noire g7 · Pion noir sur case blanche h7 · Pion noir sur case blanche a6 · Fou noir sur case noire b6 · Pion noir sur case blanche e6 · Pion noir sur case blanche b5 · Pion blanc sur case noire e5 · Pion blanc sur case noire b4 · Fou blanc sur case blanche e4 · Pion blanc sur case noire f4 · Cavalier noir sur case blanche g4 · Dame noire sur case noire h4 · Pion blanc sur case noire a3 · Tour noire sur case noire c3 · Pion blanc sur case noire g3 · Fou blanc sur case noire b2 · Dame blanche sur case blanche e2 · Pion blanc sur case noire h2 · Tour blanche sur case noire a1 · Tour blanche sur case blanche f1 · Roi blanc sur case blanche h1 | Tour noire sur case noire d8 · Roi noir sur case blanche g8 · Fou noir sur case blanche b7 · Pion noir sur case blanche f7 · Pion noir sur case noire g7 · Pion noir sur case blanche h7 · Pion noir sur case blanche a6 · Fou noir sur case noire b6 · Pion noir sur case blanche e6 · Pion noir sur case blanche b5 · Pion blanc sur case noire e5 · Pion blanc sur case noire b4 · Fou blanc sur case blanche e4 · Pion blanc sur case noire f4 · Cavalier noir sur case blanche g4 · Dame noire sur case noire h4 · Pion blanc sur case noire a3 · Tour noire sur case noire c3 · Pion blanc sur case noire g3 · Fou blanc sur case noire b2 · Dame blanche sur case blanche e2 · Pion blanc sur case noire h2 · Tour blanche sur case noire a1 · Tour blanche sur case blanche f1 · Roi blanc sur case blanche h1 | Tour noire sur case noire d8 · Roi noir sur case blanche g8 · Fou noir sur case blanche b7 · Pion noir sur case blanche f7 · Pion noir sur case noire g7 · Pion noir sur case blanche h7 · Pion noir sur case blanche a6 · Fou noir sur case noire b6 · Pion noir sur case blanche e6 · Pion noir sur case blanche b5 · Pion blanc sur case noire e5 · Pion blanc sur case noire b4 · Fou blanc sur case blanche e4 · Pion blanc sur case noire f4 · Cavalier noir sur case blanche g4 · Dame noire sur case noire h4 · Pion blanc sur case noire a3 · Tour noire sur case noire c3 · Pion blanc sur case noire g3 · Fou blanc sur case noire b2 · Dame blanche sur case blanche e2 · Pion blanc sur case noire h2 · Tour blanche sur case noire a1 · Tour blanche sur case blanche f1 · Roi blanc sur case blanche h1 | Tour noire sur case noire d8 · Roi noir sur case blanche g8 · Fou noir sur case blanche b7 · Pion noir sur case blanche f7 · Pion noir sur case noire g7 · Pion noir sur case blanche h7 · Pion noir sur case blanche a6 · Fou noir sur case noire b6 · Pion noir sur case blanche e6 · Pion noir sur case blanche b5 · Pion blanc sur case noire e5 · Pion blanc sur case noire b4 · Fou blanc sur case blanche e4 · Pion blanc sur case noire f4 · Cavalier noir sur case blanche g4 · Dame noire sur case noire h4 · Pion blanc sur case noire a3 · Tour noire sur case noire c3 · Pion blanc sur case noire g3 · Fou blanc sur case noire b2 · Dame blanche sur case blanche e2 · Pion blanc sur case noire h2 · Tour blanche sur case noire a1 · Tour blanche sur case blanche f1 · Roi blanc sur case blanche h1 | Tour noire sur case noire d8 · Roi noir sur case blanche g8 · Fou noir sur case blanche b7 · Pion noir sur case blanche f7 · Pion noir sur case noire g7 · Pion noir sur case blanche h7 · Pion noir sur case blanche a6 · Fou noir sur case noire b6 · Pion noir sur case blanche e6 · Pion noir sur case blanche b5 · Pion blanc sur case noire e5 · Pion blanc sur case noire b4 · Fou blanc sur case blanche e4 · Pion blanc sur case noire f4 · Cavalier noir sur case blanche g4 · Dame noire sur case noire h4 · Pion blanc sur case noire a3 · Tour noire sur case noire c3 · Pion blanc sur case noire g3 · Fou blanc sur case noire b2 · Dame blanche sur case blanche e2 · Pion blanc sur case noire h2 · Tour blanche sur case noire a1 · Tour blanche sur case blanche f1 · Roi blanc sur case blanche h1 | Tour noire sur case noire d8 · Roi noir sur case blanche g8 · Fou noir sur case blanche b7 · Pion noir sur case blanche f7 · Pion noir sur case noire g7 · Pion noir sur case blanche h7 · Pion noir sur case blanche a6 · Fou noir sur case noire b6 · Pion noir sur case blanche e6 · Pion noir sur case blanche b5 · Pion blanc sur case noire e5 · Pion blanc sur case noire b4 · Fou blanc sur case blanche e4 · Pion blanc sur case noire f4 · Cavalier noir sur case blanche g4 · Dame noire sur case noire h4 · Pion blanc sur case noire a3 · Tour noire sur case noire c3 · Pion blanc sur case noire g3 · Fou blanc sur case noire b2 · Dame blanche sur case blanche e2 · Pion blanc sur case noire h2 · Tour blanche sur case noire a1 · Tour blanche sur case blanche f1 · Roi blanc sur case blanche h1 | Tour noire sur case noire d8 · Roi noir sur case blanche g8 · Fou noir sur case blanche b7 · Pion noir sur case blanche f7 · Pion noir sur case noire g7 · Pion noir sur case blanche h7 · Pion noir sur case blanche a6 · Fou noir sur case noire b6 · Pion noir sur case blanche e6 · Pion noir sur case blanche b5 · Pion blanc sur case noire e5 · Pion blanc sur case noire b4 · Fou blanc sur case blanche e4 · Pion blanc sur case noire f4 · Cavalier noir sur case blanche g4 · Dame noire sur case noire h4 · Pion blanc sur case noire a3 · Tour noire sur case noire c3 · Pion blanc sur case noire g3 · Fou blanc sur case noire b2 · Dame blanche sur case blanche e2 · Pion blanc sur case noire h2 · Tour blanche sur case noire a1 · Tour blanche sur case blanche f1 · Roi blanc sur case blanche h1 | 6 |
| 5 | Tour noire sur case noire d8 · Roi noir sur case blanche g8 · Fou noir sur case blanche b7 · Pion noir sur case blanche f7 · Pion noir sur case noire g7 · Pion noir sur case blanche h7 · Pion noir sur case blanche a6 · Fou noir sur case noire b6 · Pion noir sur case blanche e6 · Pion noir sur case blanche b5 · Pion blanc sur case noire e5 · Pion blanc sur case noire b4 · Fou blanc sur case blanche e4 · Pion blanc sur case noire f4 · Cavalier noir sur case blanche g4 · Dame noire sur case noire h4 · Pion blanc sur case noire a3 · Tour noire sur case noire c3 · Pion blanc sur case noire g3 · Fou blanc sur case noire b2 · Dame blanche sur case blanche e2 · Pion blanc sur case noire h2 · Tour blanche sur case noire a1 · Tour blanche sur case blanche f1 · Roi blanc sur case blanche h1 | Tour noire sur case noire d8 · Roi noir sur case blanche g8 · Fou noir sur case blanche b7 · Pion noir sur case blanche f7 · Pion noir sur case noire g7 · Pion noir sur case blanche h7 · Pion noir sur case blanche a6 · Fou noir sur case noire b6 · Pion noir sur case blanche e6 · Pion noir sur case blanche b5 · Pion blanc sur case noire e5 · Pion blanc sur case noire b4 · Fou blanc sur case blanche e4 · Pion blanc sur case noire f4 · Cavalier noir sur case blanche g4 · Dame noire sur case noire h4 · Pion blanc sur case noire a3 · Tour noire sur case noire c3 · Pion blanc sur case noire g3 · Fou blanc sur case noire b2 · Dame blanche sur case blanche e2 · Pion blanc sur case noire h2 · Tour blanche sur case noire a1 · Tour blanche sur case blanche f1 · Roi blanc sur case blanche h1 | Tour noire sur case noire d8 · Roi noir sur case blanche g8 · Fou noir sur case blanche b7 · Pion noir sur case blanche f7 · Pion noir sur case noire g7 · Pion noir sur case blanche h7 · Pion noir sur case blanche a6 · Fou noir sur case noire b6 · Pion noir sur case blanche e6 · Pion noir sur case blanche b5 · Pion blanc sur case noire e5 · Pion blanc sur case noire b4 · Fou blanc sur case blanche e4 · Pion blanc sur case noire f4 · Cavalier noir sur case blanche g4 · Dame noire sur case noire h4 · Pion blanc sur case noire a3 · Tour noire sur case noire c3 · Pion blanc sur case noire g3 · Fou blanc sur case noire b2 · Dame blanche sur case blanche e2 · Pion blanc sur case noire h2 · Tour blanche sur case noire a1 · Tour blanche sur case blanche f1 · Roi blanc sur case blanche h1 | Tour noire sur case noire d8 · Roi noir sur case blanche g8 · Fou noir sur case blanche b7 · Pion noir sur case blanche f7 · Pion noir sur case noire g7 · Pion noir sur case blanche h7 · Pion noir sur case blanche a6 · Fou noir sur case noire b6 · Pion noir sur case blanche e6 · Pion noir sur case blanche b5 · Pion blanc sur case noire e5 · Pion blanc sur case noire b4 · Fou blanc sur case blanche e4 · Pion blanc sur case noire f4 · Cavalier noir sur case blanche g4 · Dame noire sur case noire h4 · Pion blanc sur case noire a3 · Tour noire sur case noire c3 · Pion blanc sur case noire g3 · Fou blanc sur case noire b2 · Dame blanche sur case blanche e2 · Pion blanc sur case noire h2 · Tour blanche sur case noire a1 · Tour blanche sur case blanche f1 · Roi blanc sur case blanche h1 | Tour noire sur case noire d8 · Roi noir sur case blanche g8 · Fou noir sur case blanche b7 · Pion noir sur case blanche f7 · Pion noir sur case noire g7 · Pion noir sur case blanche h7 · Pion noir sur case blanche a6 · Fou noir sur case noire b6 · Pion noir sur case blanche e6 · Pion noir sur case blanche b5 · Pion blanc sur case noire e5 · Pion blanc sur case noire b4 · Fou blanc sur case blanche e4 · Pion blanc sur case noire f4 · Cavalier noir sur case blanche g4 · Dame noire sur case noire h4 · Pion blanc sur case noire a3 · Tour noire sur case noire c3 · Pion blanc sur case noire g3 · Fou blanc sur case noire b2 · Dame blanche sur case blanche e2 · Pion blanc sur case noire h2 · Tour blanche sur case noire a1 · Tour blanche sur case blanche f1 · Roi blanc sur case blanche h1 | Tour noire sur case noire d8 · Roi noir sur case blanche g8 · Fou noir sur case blanche b7 · Pion noir sur case blanche f7 · Pion noir sur case noire g7 · Pion noir sur case blanche h7 · Pion noir sur case blanche a6 · Fou noir sur case noire b6 · Pion noir sur case blanche e6 · Pion noir sur case blanche b5 · Pion blanc sur case noire e5 · Pion blanc sur case noire b4 · Fou blanc sur case blanche e4 · Pion blanc sur case noire f4 · Cavalier noir sur case blanche g4 · Dame noire sur case noire h4 · Pion blanc sur case noire a3 · Tour noire sur case noire c3 · Pion blanc sur case noire g3 · Fou blanc sur case noire b2 · Dame blanche sur case blanche e2 · Pion blanc sur case noire h2 · Tour blanche sur case noire a1 · Tour blanche sur case blanche f1 · Roi blanc sur case blanche h1 | Tour noire sur case noire d8 · Roi noir sur case blanche g8 · Fou noir sur case blanche b7 · Pion noir sur case blanche f7 · Pion noir sur case noire g7 · Pion noir sur case blanche h7 · Pion noir sur case blanche a6 · Fou noir sur case noire b6 · Pion noir sur case blanche e6 · Pion noir sur case blanche b5 · Pion blanc sur case noire e5 · Pion blanc sur case noire b4 · Fou blanc sur case blanche e4 · Pion blanc sur case noire f4 · Cavalier noir sur case blanche g4 · Dame noire sur case noire h4 · Pion blanc sur case noire a3 · Tour noire sur case noire c3 · Pion blanc sur case noire g3 · Fou blanc sur case noire b2 · Dame blanche sur case blanche e2 · Pion blanc sur case noire h2 · Tour blanche sur case noire a1 · Tour blanche sur case blanche f1 · Roi blanc sur case blanche h1 | Tour noire sur case noire d8 · Roi noir sur case blanche g8 · Fou noir sur case blanche b7 · Pion noir sur case blanche f7 · Pion noir sur case noire g7 · Pion noir sur case blanche h7 · Pion noir sur case blanche a6 · Fou noir sur case noire b6 · Pion noir sur case blanche e6 · Pion noir sur case blanche b5 · Pion blanc sur case noire e5 · Pion blanc sur case noire b4 · Fou blanc sur case blanche e4 · Pion blanc sur case noire f4 · Cavalier noir sur case blanche g4 · Dame noire sur case noire h4 · Pion blanc sur case noire a3 · Tour noire sur case noire c3 · Pion blanc sur case noire g3 · Fou blanc sur case noire b2 · Dame blanche sur case blanche e2 · Pion blanc sur case noire h2 · Tour blanche sur case noire a1 · Tour blanche sur case blanche f1 · Roi blanc sur case blanche h1 | 5 |
| 4 | Tour noire sur case noire d8 · Roi noir sur case blanche g8 · Fou noir sur case blanche b7 · Pion noir sur case blanche f7 · Pion noir sur case noire g7 · Pion noir sur case blanche h7 · Pion noir sur case blanche a6 · Fou noir sur case noire b6 · Pion noir sur case blanche e6 · Pion noir sur case blanche b5 · Pion blanc sur case noire e5 · Pion blanc sur case noire b4 · Fou blanc sur case blanche e4 · Pion blanc sur case noire f4 · Cavalier noir sur case blanche g4 · Dame noire sur case noire h4 · Pion blanc sur case noire a3 · Tour noire sur case noire c3 · Pion blanc sur case noire g3 · Fou blanc sur case noire b2 · Dame blanche sur case blanche e2 · Pion blanc sur case noire h2 · Tour blanche sur case noire a1 · Tour blanche sur case blanche f1 · Roi blanc sur case blanche h1 | Tour noire sur case noire d8 · Roi noir sur case blanche g8 · Fou noir sur case blanche b7 · Pion noir sur case blanche f7 · Pion noir sur case noire g7 · Pion noir sur case blanche h7 · Pion noir sur case blanche a6 · Fou noir sur case noire b6 · Pion noir sur case blanche e6 · Pion noir sur case blanche b5 · Pion blanc sur case noire e5 · Pion blanc sur case noire b4 · Fou blanc sur case blanche e4 · Pion blanc sur case noire f4 · Cavalier noir sur case blanche g4 · Dame noire sur case noire h4 · Pion blanc sur case noire a3 · Tour noire sur case noire c3 · Pion blanc sur case noire g3 · Fou blanc sur case noire b2 · Dame blanche sur case blanche e2 · Pion blanc sur case noire h2 · Tour blanche sur case noire a1 · Tour blanche sur case blanche f1 · Roi blanc sur case blanche h1 | Tour noire sur case noire d8 · Roi noir sur case blanche g8 · Fou noir sur case blanche b7 · Pion noir sur case blanche f7 · Pion noir sur case noire g7 · Pion noir sur case blanche h7 · Pion noir sur case blanche a6 · Fou noir sur case noire b6 · Pion noir sur case blanche e6 · Pion noir sur case blanche b5 · Pion blanc sur case noire e5 · Pion blanc sur case noire b4 · Fou blanc sur case blanche e4 · Pion blanc sur case noire f4 · Cavalier noir sur case blanche g4 · Dame noire sur case noire h4 · Pion blanc sur case noire a3 · Tour noire sur case noire c3 · Pion blanc sur case noire g3 · Fou blanc sur case noire b2 · Dame blanche sur case blanche e2 · Pion blanc sur case noire h2 · Tour blanche sur case noire a1 · Tour blanche sur case blanche f1 · Roi blanc sur case blanche h1 | Tour noire sur case noire d8 · Roi noir sur case blanche g8 · Fou noir sur case blanche b7 · Pion noir sur case blanche f7 · Pion noir sur case noire g7 · Pion noir sur case blanche h7 · Pion noir sur case blanche a6 · Fou noir sur case noire b6 · Pion noir sur case blanche e6 · Pion noir sur case blanche b5 · Pion blanc sur case noire e5 · Pion blanc sur case noire b4 · Fou blanc sur case blanche e4 · Pion blanc sur case noire f4 · Cavalier noir sur case blanche g4 · Dame noire sur case noire h4 · Pion blanc sur case noire a3 · Tour noire sur case noire c3 · Pion blanc sur case noire g3 · Fou blanc sur case noire b2 · Dame blanche sur case blanche e2 · Pion blanc sur case noire h2 · Tour blanche sur case noire a1 · Tour blanche sur case blanche f1 · Roi blanc sur case blanche h1 | Tour noire sur case noire d8 · Roi noir sur case blanche g8 · Fou noir sur case blanche b7 · Pion noir sur case blanche f7 · Pion noir sur case noire g7 · Pion noir sur case blanche h7 · Pion noir sur case blanche a6 · Fou noir sur case noire b6 · Pion noir sur case blanche e6 · Pion noir sur case blanche b5 · Pion blanc sur case noire e5 · Pion blanc sur case noire b4 · Fou blanc sur case blanche e4 · Pion blanc sur case noire f4 · Cavalier noir sur case blanche g4 · Dame noire sur case noire h4 · Pion blanc sur case noire a3 · Tour noire sur case noire c3 · Pion blanc sur case noire g3 · Fou blanc sur case noire b2 · Dame blanche sur case blanche e2 · Pion blanc sur case noire h2 · Tour blanche sur case noire a1 · Tour blanche sur case blanche f1 · Roi blanc sur case blanche h1 | Tour noire sur case noire d8 · Roi noir sur case blanche g8 · Fou noir sur case blanche b7 · Pion noir sur case blanche f7 · Pion noir sur case noire g7 · Pion noir sur case blanche h7 · Pion noir sur case blanche a6 · Fou noir sur case noire b6 · Pion noir sur case blanche e6 · Pion noir sur case blanche b5 · Pion blanc sur case noire e5 · Pion blanc sur case noire b4 · Fou blanc sur case blanche e4 · Pion blanc sur case noire f4 · Cavalier noir sur case blanche g4 · Dame noire sur case noire h4 · Pion blanc sur case noire a3 · Tour noire sur case noire c3 · Pion blanc sur case noire g3 · Fou blanc sur case noire b2 · Dame blanche sur case blanche e2 · Pion blanc sur case noire h2 · Tour blanche sur case noire a1 · Tour blanche sur case blanche f1 · Roi blanc sur case blanche h1 | Tour noire sur case noire d8 · Roi noir sur case blanche g8 · Fou noir sur case blanche b7 · Pion noir sur case blanche f7 · Pion noir sur case noire g7 · Pion noir sur case blanche h7 · Pion noir sur case blanche a6 · Fou noir sur case noire b6 · Pion noir sur case blanche e6 · Pion noir sur case blanche b5 · Pion blanc sur case noire e5 · Pion blanc sur case noire b4 · Fou blanc sur case blanche e4 · Pion blanc sur case noire f4 · Cavalier noir sur case blanche g4 · Dame noire sur case noire h4 · Pion blanc sur case noire a3 · Tour noire sur case noire c3 · Pion blanc sur case noire g3 · Fou blanc sur case noire b2 · Dame blanche sur case blanche e2 · Pion blanc sur case noire h2 · Tour blanche sur case noire a1 · Tour blanche sur case blanche f1 · Roi blanc sur case blanche h1 | Tour noire sur case noire d8 · Roi noir sur case blanche g8 · Fou noir sur case blanche b7 · Pion noir sur case blanche f7 · Pion noir sur case noire g7 · Pion noir sur case blanche h7 · Pion noir sur case blanche a6 · Fou noir sur case noire b6 · Pion noir sur case blanche e6 · Pion noir sur case blanche b5 · Pion blanc sur case noire e5 · Pion blanc sur case noire b4 · Fou blanc sur case blanche e4 · Pion blanc sur case noire f4 · Cavalier noir sur case blanche g4 · Dame noire sur case noire h4 · Pion blanc sur case noire a3 · Tour noire sur case noire c3 · Pion blanc sur case noire g3 · Fou blanc sur case noire b2 · Dame blanche sur case blanche e2 · Pion blanc sur case noire h2 · Tour blanche sur case noire a1 · Tour blanche sur case blanche f1 · Roi blanc sur case blanche h1 | 4 |
| 3 | Tour noire sur case noire d8 · Roi noir sur case blanche g8 · Fou noir sur case blanche b7 · Pion noir sur case blanche f7 · Pion noir sur case noire g7 · Pion noir sur case blanche h7 · Pion noir sur case blanche a6 · Fou noir sur case noire b6 · Pion noir sur case blanche e6 · Pion noir sur case blanche b5 · Pion blanc sur case noire e5 · Pion blanc sur case noire b4 · Fou blanc sur case blanche e4 · Pion blanc sur case noire f4 · Cavalier noir sur case blanche g4 · Dame noire sur case noire h4 · Pion blanc sur case noire a3 · Tour noire sur case noire c3 · Pion blanc sur case noire g3 · Fou blanc sur case noire b2 · Dame blanche sur case blanche e2 · Pion blanc sur case noire h2 · Tour blanche sur case noire a1 · Tour blanche sur case blanche f1 · Roi blanc sur case blanche h1 | Tour noire sur case noire d8 · Roi noir sur case blanche g8 · Fou noir sur case blanche b7 · Pion noir sur case blanche f7 · Pion noir sur case noire g7 · Pion noir sur case blanche h7 · Pion noir sur case blanche a6 · Fou noir sur case noire b6 · Pion noir sur case blanche e6 · Pion noir sur case blanche b5 · Pion blanc sur case noire e5 · Pion blanc sur case noire b4 · Fou blanc sur case blanche e4 · Pion blanc sur case noire f4 · Cavalier noir sur case blanche g4 · Dame noire sur case noire h4 · Pion blanc sur case noire a3 · Tour noire sur case noire c3 · Pion blanc sur case noire g3 · Fou blanc sur case noire b2 · Dame blanche sur case blanche e2 · Pion blanc sur case noire h2 · Tour blanche sur case noire a1 · Tour blanche sur case blanche f1 · Roi blanc sur case blanche h1 | Tour noire sur case noire d8 · Roi noir sur case blanche g8 · Fou noir sur case blanche b7 · Pion noir sur case blanche f7 · Pion noir sur case noire g7 · Pion noir sur case blanche h7 · Pion noir sur case blanche a6 · Fou noir sur case noire b6 · Pion noir sur case blanche e6 · Pion noir sur case blanche b5 · Pion blanc sur case noire e5 · Pion blanc sur case noire b4 · Fou blanc sur case blanche e4 · Pion blanc sur case noire f4 · Cavalier noir sur case blanche g4 · Dame noire sur case noire h4 · Pion blanc sur case noire a3 · Tour noire sur case noire c3 · Pion blanc sur case noire g3 · Fou blanc sur case noire b2 · Dame blanche sur case blanche e2 · Pion blanc sur case noire h2 · Tour blanche sur case noire a1 · Tour blanche sur case blanche f1 · Roi blanc sur case blanche h1 | Tour noire sur case noire d8 · Roi noir sur case blanche g8 · Fou noir sur case blanche b7 · Pion noir sur case blanche f7 · Pion noir sur case noire g7 · Pion noir sur case blanche h7 · Pion noir sur case blanche a6 · Fou noir sur case noire b6 · Pion noir sur case blanche e6 · Pion noir sur case blanche b5 · Pion blanc sur case noire e5 · Pion blanc sur case noire b4 · Fou blanc sur case blanche e4 · Pion blanc sur case noire f4 · Cavalier noir sur case blanche g4 · Dame noire sur case noire h4 · Pion blanc sur case noire a3 · Tour noire sur case noire c3 · Pion blanc sur case noire g3 · Fou blanc sur case noire b2 · Dame blanche sur case blanche e2 · Pion blanc sur case noire h2 · Tour blanche sur case noire a1 · Tour blanche sur case blanche f1 · Roi blanc sur case blanche h1 | Tour noire sur case noire d8 · Roi noir sur case blanche g8 · Fou noir sur case blanche b7 · Pion noir sur case blanche f7 · Pion noir sur case noire g7 · Pion noir sur case blanche h7 · Pion noir sur case blanche a6 · Fou noir sur case noire b6 · Pion noir sur case blanche e6 · Pion noir sur case blanche b5 · Pion blanc sur case noire e5 · Pion blanc sur case noire b4 · Fou blanc sur case blanche e4 · Pion blanc sur case noire f4 · Cavalier noir sur case blanche g4 · Dame noire sur case noire h4 · Pion blanc sur case noire a3 · Tour noire sur case noire c3 · Pion blanc sur case noire g3 · Fou blanc sur case noire b2 · Dame blanche sur case blanche e2 · Pion blanc sur case noire h2 · Tour blanche sur case noire a1 · Tour blanche sur case blanche f1 · Roi blanc sur case blanche h1 | Tour noire sur case noire d8 · Roi noir sur case blanche g8 · Fou noir sur case blanche b7 · Pion noir sur case blanche f7 · Pion noir sur case noire g7 · Pion noir sur case blanche h7 · Pion noir sur case blanche a6 · Fou noir sur case noire b6 · Pion noir sur case blanche e6 · Pion noir sur case blanche b5 · Pion blanc sur case noire e5 · Pion blanc sur case noire b4 · Fou blanc sur case blanche e4 · Pion blanc sur case noire f4 · Cavalier noir sur case blanche g4 · Dame noire sur case noire h4 · Pion blanc sur case noire a3 · Tour noire sur case noire c3 · Pion blanc sur case noire g3 · Fou blanc sur case noire b2 · Dame blanche sur case blanche e2 · Pion blanc sur case noire h2 · Tour blanche sur case noire a1 · Tour blanche sur case blanche f1 · Roi blanc sur case blanche h1 | Tour noire sur case noire d8 · Roi noir sur case blanche g8 · Fou noir sur case blanche b7 · Pion noir sur case blanche f7 · Pion noir sur case noire g7 · Pion noir sur case blanche h7 · Pion noir sur case blanche a6 · Fou noir sur case noire b6 · Pion noir sur case blanche e6 · Pion noir sur case blanche b5 · Pion blanc sur case noire e5 · Pion blanc sur case noire b4 · Fou blanc sur case blanche e4 · Pion blanc sur case noire f4 · Cavalier noir sur case blanche g4 · Dame noire sur case noire h4 · Pion blanc sur case noire a3 · Tour noire sur case noire c3 · Pion blanc sur case noire g3 · Fou blanc sur case noire b2 · Dame blanche sur case blanche e2 · Pion blanc sur case noire h2 · Tour blanche sur case noire a1 · Tour blanche sur case blanche f1 · Roi blanc sur case blanche h1 | Tour noire sur case noire d8 · Roi noir sur case blanche g8 · Fou noir sur case blanche b7 · Pion noir sur case blanche f7 · Pion noir sur case noire g7 · Pion noir sur case blanche h7 · Pion noir sur case blanche a6 · Fou noir sur case noire b6 · Pion noir sur case blanche e6 · Pion noir sur case blanche b5 · Pion blanc sur case noire e5 · Pion blanc sur case noire b4 · Fou blanc sur case blanche e4 · Pion blanc sur case noire f4 · Cavalier noir sur case blanche g4 · Dame noire sur case noire h4 · Pion blanc sur case noire a3 · Tour noire sur case noire c3 · Pion blanc sur case noire g3 · Fou blanc sur case noire b2 · Dame blanche sur case blanche e2 · Pion blanc sur case noire h2 · Tour blanche sur case noire a1 · Tour blanche sur case blanche f1 · Roi blanc sur case blanche h1 | 3 |
| 2 | Tour noire sur case noire d8 · Roi noir sur case blanche g8 · Fou noir sur case blanche b7 · Pion noir sur case blanche f7 · Pion noir sur case noire g7 · Pion noir sur case blanche h7 · Pion noir sur case blanche a6 · Fou noir sur case noire b6 · Pion noir sur case blanche e6 · Pion noir sur case blanche b5 · Pion blanc sur case noire e5 · Pion blanc sur case noire b4 · Fou blanc sur case blanche e4 · Pion blanc sur case noire f4 · Cavalier noir sur case blanche g4 · Dame noire sur case noire h4 · Pion blanc sur case noire a3 · Tour noire sur case noire c3 · Pion blanc sur case noire g3 · Fou blanc sur case noire b2 · Dame blanche sur case blanche e2 · Pion blanc sur case noire h2 · Tour blanche sur case noire a1 · Tour blanche sur case blanche f1 · Roi blanc sur case blanche h1 | Tour noire sur case noire d8 · Roi noir sur case blanche g8 · Fou noir sur case blanche b7 · Pion noir sur case blanche f7 · Pion noir sur case noire g7 · Pion noir sur case blanche h7 · Pion noir sur case blanche a6 · Fou noir sur case noire b6 · Pion noir sur case blanche e6 · Pion noir sur case blanche b5 · Pion blanc sur case noire e5 · Pion blanc sur case noire b4 · Fou blanc sur case blanche e4 · Pion blanc sur case noire f4 · Cavalier noir sur case blanche g4 · Dame noire sur case noire h4 · Pion blanc sur case noire a3 · Tour noire sur case noire c3 · Pion blanc sur case noire g3 · Fou blanc sur case noire b2 · Dame blanche sur case blanche e2 · Pion blanc sur case noire h2 · Tour blanche sur case noire a1 · Tour blanche sur case blanche f1 · Roi blanc sur case blanche h1 | Tour noire sur case noire d8 · Roi noir sur case blanche g8 · Fou noir sur case blanche b7 · Pion noir sur case blanche f7 · Pion noir sur case noire g7 · Pion noir sur case blanche h7 · Pion noir sur case blanche a6 · Fou noir sur case noire b6 · Pion noir sur case blanche e6 · Pion noir sur case blanche b5 · Pion blanc sur case noire e5 · Pion blanc sur case noire b4 · Fou blanc sur case blanche e4 · Pion blanc sur case noire f4 · Cavalier noir sur case blanche g4 · Dame noire sur case noire h4 · Pion blanc sur case noire a3 · Tour noire sur case noire c3 · Pion blanc sur case noire g3 · Fou blanc sur case noire b2 · Dame blanche sur case blanche e2 · Pion blanc sur case noire h2 · Tour blanche sur case noire a1 · Tour blanche sur case blanche f1 · Roi blanc sur case blanche h1 | Tour noire sur case noire d8 · Roi noir sur case blanche g8 · Fou noir sur case blanche b7 · Pion noir sur case blanche f7 · Pion noir sur case noire g7 · Pion noir sur case blanche h7 · Pion noir sur case blanche a6 · Fou noir sur case noire b6 · Pion noir sur case blanche e6 · Pion noir sur case blanche b5 · Pion blanc sur case noire e5 · Pion blanc sur case noire b4 · Fou blanc sur case blanche e4 · Pion blanc sur case noire f4 · Cavalier noir sur case blanche g4 · Dame noire sur case noire h4 · Pion blanc sur case noire a3 · Tour noire sur case noire c3 · Pion blanc sur case noire g3 · Fou blanc sur case noire b2 · Dame blanche sur case blanche e2 · Pion blanc sur case noire h2 · Tour blanche sur case noire a1 · Tour blanche sur case blanche f1 · Roi blanc sur case blanche h1 | Tour noire sur case noire d8 · Roi noir sur case blanche g8 · Fou noir sur case blanche b7 · Pion noir sur case blanche f7 · Pion noir sur case noire g7 · Pion noir sur case blanche h7 · Pion noir sur case blanche a6 · Fou noir sur case noire b6 · Pion noir sur case blanche e6 · Pion noir sur case blanche b5 · Pion blanc sur case noire e5 · Pion blanc sur case noire b4 · Fou blanc sur case blanche e4 · Pion blanc sur case noire f4 · Cavalier noir sur case blanche g4 · Dame noire sur case noire h4 · Pion blanc sur case noire a3 · Tour noire sur case noire c3 · Pion blanc sur case noire g3 · Fou blanc sur case noire b2 · Dame blanche sur case blanche e2 · Pion blanc sur case noire h2 · Tour blanche sur case noire a1 · Tour blanche sur case blanche f1 · Roi blanc sur case blanche h1 | Tour noire sur case noire d8 · Roi noir sur case blanche g8 · Fou noir sur case blanche b7 · Pion noir sur case blanche f7 · Pion noir sur case noire g7 · Pion noir sur case blanche h7 · Pion noir sur case blanche a6 · Fou noir sur case noire b6 · Pion noir sur case blanche e6 · Pion noir sur case blanche b5 · Pion blanc sur case noire e5 · Pion blanc sur case noire b4 · Fou blanc sur case blanche e4 · Pion blanc sur case noire f4 · Cavalier noir sur case blanche g4 · Dame noire sur case noire h4 · Pion blanc sur case noire a3 · Tour noire sur case noire c3 · Pion blanc sur case noire g3 · Fou blanc sur case noire b2 · Dame blanche sur case blanche e2 · Pion blanc sur case noire h2 · Tour blanche sur case noire a1 · Tour blanche sur case blanche f1 · Roi blanc sur case blanche h1 | Tour noire sur case noire d8 · Roi noir sur case blanche g8 · Fou noir sur case blanche b7 · Pion noir sur case blanche f7 · Pion noir sur case noire g7 · Pion noir sur case blanche h7 · Pion noir sur case blanche a6 · Fou noir sur case noire b6 · Pion noir sur case blanche e6 · Pion noir sur case blanche b5 · Pion blanc sur case noire e5 · Pion blanc sur case noire b4 · Fou blanc sur case blanche e4 · Pion blanc sur case noire f4 · Cavalier noir sur case blanche g4 · Dame noire sur case noire h4 · Pion blanc sur case noire a3 · Tour noire sur case noire c3 · Pion blanc sur case noire g3 · Fou blanc sur case noire b2 · Dame blanche sur case blanche e2 · Pion blanc sur case noire h2 · Tour blanche sur case noire a1 · Tour blanche sur case blanche f1 · Roi blanc sur case blanche h1 | Tour noire sur case noire d8 · Roi noir sur case blanche g8 · Fou noir sur case blanche b7 · Pion noir sur case blanche f7 · Pion noir sur case noire g7 · Pion noir sur case blanche h7 · Pion noir sur case blanche a6 · Fou noir sur case noire b6 · Pion noir sur case blanche e6 · Pion noir sur case blanche b5 · Pion blanc sur case noire e5 · Pion blanc sur case noire b4 · Fou blanc sur case blanche e4 · Pion blanc sur case noire f4 · Cavalier noir sur case blanche g4 · Dame noire sur case noire h4 · Pion blanc sur case noire a3 · Tour noire sur case noire c3 · Pion blanc sur case noire g3 · Fou blanc sur case noire b2 · Dame blanche sur case blanche e2 · Pion blanc sur case noire h2 · Tour blanche sur case noire a1 · Tour blanche sur case blanche f1 · Roi blanc sur case blanche h1 | 2 |
| 1 | Tour noire sur case noire d8 · Roi noir sur case blanche g8 · Fou noir sur case blanche b7 · Pion noir sur case blanche f7 · Pion noir sur case noire g7 · Pion noir sur case blanche h7 · Pion noir sur case blanche a6 · Fou noir sur case noire b6 · Pion noir sur case blanche e6 · Pion noir sur case blanche b5 · Pion blanc sur case noire e5 · Pion blanc sur case noire b4 · Fou blanc sur case blanche e4 · Pion blanc sur case noire f4 · Cavalier noir sur case blanche g4 · Dame noire sur case noire h4 · Pion blanc sur case noire a3 · Tour noire sur case noire c3 · Pion blanc sur case noire g3 · Fou blanc sur case noire b2 · Dame blanche sur case blanche e2 · Pion blanc sur case noire h2 · Tour blanche sur case noire a1 · Tour blanche sur case blanche f1 · Roi blanc sur case blanche h1 | Tour noire sur case noire d8 · Roi noir sur case blanche g8 · Fou noir sur case blanche b7 · Pion noir sur case blanche f7 · Pion noir sur case noire g7 · Pion noir sur case blanche h7 · Pion noir sur case blanche a6 · Fou noir sur case noire b6 · Pion noir sur case blanche e6 · Pion noir sur case blanche b5 · Pion blanc sur case noire e5 · Pion blanc sur case noire b4 · Fou blanc sur case blanche e4 · Pion blanc sur case noire f4 · Cavalier noir sur case blanche g4 · Dame noire sur case noire h4 · Pion blanc sur case noire a3 · Tour noire sur case noire c3 · Pion blanc sur case noire g3 · Fou blanc sur case noire b2 · Dame blanche sur case blanche e2 · Pion blanc sur case noire h2 · Tour blanche sur case noire a1 · Tour blanche sur case blanche f1 · Roi blanc sur case blanche h1 | Tour noire sur case noire d8 · Roi noir sur case blanche g8 · Fou noir sur case blanche b7 · Pion noir sur case blanche f7 · Pion noir sur case noire g7 · Pion noir sur case blanche h7 · Pion noir sur case blanche a6 · Fou noir sur case noire b6 · Pion noir sur case blanche e6 · Pion noir sur case blanche b5 · Pion blanc sur case noire e5 · Pion blanc sur case noire b4 · Fou blanc sur case blanche e4 · Pion blanc sur case noire f4 · Cavalier noir sur case blanche g4 · Dame noire sur case noire h4 · Pion blanc sur case noire a3 · Tour noire sur case noire c3 · Pion blanc sur case noire g3 · Fou blanc sur case noire b2 · Dame blanche sur case blanche e2 · Pion blanc sur case noire h2 · Tour blanche sur case noire a1 · Tour blanche sur case blanche f1 · Roi blanc sur case blanche h1 | Tour noire sur case noire d8 · Roi noir sur case blanche g8 · Fou noir sur case blanche b7 · Pion noir sur case blanche f7 · Pion noir sur case noire g7 · Pion noir sur case blanche h7 · Pion noir sur case blanche a6 · Fou noir sur case noire b6 · Pion noir sur case blanche e6 · Pion noir sur case blanche b5 · Pion blanc sur case noire e5 · Pion blanc sur case noire b4 · Fou blanc sur case blanche e4 · Pion blanc sur case noire f4 · Cavalier noir sur case blanche g4 · Dame noire sur case noire h4 · Pion blanc sur case noire a3 · Tour noire sur case noire c3 · Pion blanc sur case noire g3 · Fou blanc sur case noire b2 · Dame blanche sur case blanche e2 · Pion blanc sur case noire h2 · Tour blanche sur case noire a1 · Tour blanche sur case blanche f1 · Roi blanc sur case blanche h1 | Tour noire sur case noire d8 · Roi noir sur case blanche g8 · Fou noir sur case blanche b7 · Pion noir sur case blanche f7 · Pion noir sur case noire g7 · Pion noir sur case blanche h7 · Pion noir sur case blanche a6 · Fou noir sur case noire b6 · Pion noir sur case blanche e6 · Pion noir sur case blanche b5 · Pion blanc sur case noire e5 · Pion blanc sur case noire b4 · Fou blanc sur case blanche e4 · Pion blanc sur case noire f4 · Cavalier noir sur case blanche g4 · Dame noire sur case noire h4 · Pion blanc sur case noire a3 · Tour noire sur case noire c3 · Pion blanc sur case noire g3 · Fou blanc sur case noire b2 · Dame blanche sur case blanche e2 · Pion blanc sur case noire h2 · Tour blanche sur case noire a1 · Tour blanche sur case blanche f1 · Roi blanc sur case blanche h1 | Tour noire sur case noire d8 · Roi noir sur case blanche g8 · Fou noir sur case blanche b7 · Pion noir sur case blanche f7 · Pion noir sur case noire g7 · Pion noir sur case blanche h7 · Pion noir sur case blanche a6 · Fou noir sur case noire b6 · Pion noir sur case blanche e6 · Pion noir sur case blanche b5 · Pion blanc sur case noire e5 · Pion blanc sur case noire b4 · Fou blanc sur case blanche e4 · Pion blanc sur case noire f4 · Cavalier noir sur case blanche g4 · Dame noire sur case noire h4 · Pion blanc sur case noire a3 · Tour noire sur case noire c3 · Pion blanc sur case noire g3 · Fou blanc sur case noire b2 · Dame blanche sur case blanche e2 · Pion blanc sur case noire h2 · Tour blanche sur case noire a1 · Tour blanche sur case blanche f1 · Roi blanc sur case blanche h1 | Tour noire sur case noire d8 · Roi noir sur case blanche g8 · Fou noir sur case blanche b7 · Pion noir sur case blanche f7 · Pion noir sur case noire g7 · Pion noir sur case blanche h7 · Pion noir sur case blanche a6 · Fou noir sur case noire b6 · Pion noir sur case blanche e6 · Pion noir sur case blanche b5 · Pion blanc sur case noire e5 · Pion blanc sur case noire b4 · Fou blanc sur case blanche e4 · Pion blanc sur case noire f4 · Cavalier noir sur case blanche g4 · Dame noire sur case noire h4 · Pion blanc sur case noire a3 · Tour noire sur case noire c3 · Pion blanc sur case noire g3 · Fou blanc sur case noire b2 · Dame blanche sur case blanche e2 · Pion blanc sur case noire h2 · Tour blanche sur case noire a1 · Tour blanche sur case blanche f1 · Roi blanc sur case blanche h1 | Tour noire sur case noire d8 · Roi noir sur case blanche g8 · Fou noir sur case blanche b7 · Pion noir sur case blanche f7 · Pion noir sur case noire g7 · Pion noir sur case blanche h7 · Pion noir sur case blanche a6 · Fou noir sur case noire b6 · Pion noir sur case blanche e6 · Pion noir sur case blanche b5 · Pion blanc sur case noire e5 · Pion blanc sur case noire b4 · Fou blanc sur case blanche e4 · Pion blanc sur case noire f4 · Cavalier noir sur case blanche g4 · Dame noire sur case noire h4 · Pion blanc sur case noire a3 · Tour noire sur case noire c3 · Pion blanc sur case noire g3 · Fou blanc sur case noire b2 · Dame blanche sur case blanche e2 · Pion blanc sur case noire h2 · Tour blanche sur case noire a1 · Tour blanche sur case blanche f1 · Roi blanc sur case blanche h1 | 1 |
|   | a | b | c | d | e | f | g | h |   |

|   | a | b | c | d | e | f | g | h |   |
| 8 | Roi noir sur case blanche g8 · Pion noir sur case blanche f7 · Pion noir sur case noire g7 · Pion noir sur case blanche h7 · Pion noir sur case blanche a6 · Fou noir sur case noire b6 · Pion noir sur case blanche e6 · Pion noir sur case blanche b5 · Pion blanc sur case noire e5 · Pion blanc sur case noire b4 · Fou noir sur case blanche e4 · Pion blanc sur case noire f4 · Cavalier noir sur case blanche g4 · Pion blanc sur case noire h4 · Pion blanc sur case noire a3 · Tour noire sur case blanche h3 · Fou blanc sur case noire b2 · Dame blanche sur case blanche g2 · Pion blanc sur case noire h2 · Tour blanche sur case noire a1 · Tour blanche sur case blanche f1 · Roi blanc sur case blanche h1 | Roi noir sur case blanche g8 · Pion noir sur case blanche f7 · Pion noir sur case noire g7 · Pion noir sur case blanche h7 · Pion noir sur case blanche a6 · Fou noir sur case noire b6 · Pion noir sur case blanche e6 · Pion noir sur case blanche b5 · Pion blanc sur case noire e5 · Pion blanc sur case noire b4 · Fou noir sur case blanche e4 · Pion blanc sur case noire f4 · Cavalier noir sur case blanche g4 · Pion blanc sur case noire h4 · Pion blanc sur case noire a3 · Tour noire sur case blanche h3 · Fou blanc sur case noire b2 · Dame blanche sur case blanche g2 · Pion blanc sur case noire h2 · Tour blanche sur case noire a1 · Tour blanche sur case blanche f1 · Roi blanc sur case blanche h1 | Roi noir sur case blanche g8 · Pion noir sur case blanche f7 · Pion noir sur case noire g7 · Pion noir sur case blanche h7 · Pion noir sur case blanche a6 · Fou noir sur case noire b6 · Pion noir sur case blanche e6 · Pion noir sur case blanche b5 · Pion blanc sur case noire e5 · Pion blanc sur case noire b4 · Fou noir sur case blanche e4 · Pion blanc sur case noire f4 · Cavalier noir sur case blanche g4 · Pion blanc sur case noire h4 · Pion blanc sur case noire a3 · Tour noire sur case blanche h3 · Fou blanc sur case noire b2 · Dame blanche sur case blanche g2 · Pion blanc sur case noire h2 · Tour blanche sur case noire a1 · Tour blanche sur case blanche f1 · Roi blanc sur case blanche h1 | Roi noir sur case blanche g8 · Pion noir sur case blanche f7 · Pion noir sur case noire g7 · Pion noir sur case blanche h7 · Pion noir sur case blanche a6 · Fou noir sur case noire b6 · Pion noir sur case blanche e6 · Pion noir sur case blanche b5 · Pion blanc sur case noire e5 · Pion blanc sur case noire b4 · Fou noir sur case blanche e4 · Pion blanc sur case noire f4 · Cavalier noir sur case blanche g4 · Pion blanc sur case noire h4 · Pion blanc sur case noire a3 · Tour noire sur case blanche h3 · Fou blanc sur case noire b2 · Dame blanche sur case blanche g2 · Pion blanc sur case noire h2 · Tour blanche sur case noire a1 · Tour blanche sur case blanche f1 · Roi blanc sur case blanche h1 | Roi noir sur case blanche g8 · Pion noir sur case blanche f7 · Pion noir sur case noire g7 · Pion noir sur case blanche h7 · Pion noir sur case blanche a6 · Fou noir sur case noire b6 · Pion noir sur case blanche e6 · Pion noir sur case blanche b5 · Pion blanc sur case noire e5 · Pion blanc sur case noire b4 · Fou noir sur case blanche e4 · Pion blanc sur case noire f4 · Cavalier noir sur case blanche g4 · Pion blanc sur case noire h4 · Pion blanc sur case noire a3 · Tour noire sur case blanche h3 · Fou blanc sur case noire b2 · Dame blanche sur case blanche g2 · Pion blanc sur case noire h2 · Tour blanche sur case noire a1 · Tour blanche sur case blanche f1 · Roi blanc sur case blanche h1 | Roi noir sur case blanche g8 · Pion noir sur case blanche f7 · Pion noir sur case noire g7 · Pion noir sur case blanche h7 · Pion noir sur case blanche a6 · Fou noir sur case noire b6 · Pion noir sur case blanche e6 · Pion noir sur case blanche b5 · Pion blanc sur case noire e5 · Pion blanc sur case noire b4 · Fou noir sur case blanche e4 · Pion blanc sur case noire f4 · Cavalier noir sur case blanche g4 · Pion blanc sur case noire h4 · Pion blanc sur case noire a3 · Tour noire sur case blanche h3 · Fou blanc sur case noire b2 · Dame blanche sur case blanche g2 · Pion blanc sur case noire h2 · Tour blanche sur case noire a1 · Tour blanche sur case blanche f1 · Roi blanc sur case blanche h1 | Roi noir sur case blanche g8 · Pion noir sur case blanche f7 · Pion noir sur case noire g7 · Pion noir sur case blanche h7 · Pion noir sur case blanche a6 · Fou noir sur case noire b6 · Pion noir sur case blanche e6 · Pion noir sur case blanche b5 · Pion blanc sur case noire e5 · Pion blanc sur case noire b4 · Fou noir sur case blanche e4 · Pion blanc sur case noire f4 · Cavalier noir sur case blanche g4 · Pion blanc sur case noire h4 · Pion blanc sur case noire a3 · Tour noire sur case blanche h3 · Fou blanc sur case noire b2 · Dame blanche sur case blanche g2 · Pion blanc sur case noire h2 · Tour blanche sur case noire a1 · Tour blanche sur case blanche f1 · Roi blanc sur case blanche h1 | Roi noir sur case blanche g8 · Pion noir sur case blanche f7 · Pion noir sur case noire g7 · Pion noir sur case blanche h7 · Pion noir sur case blanche a6 · Fou noir sur case noire b6 · Pion noir sur case blanche e6 · Pion noir sur case blanche b5 · Pion blanc sur case noire e5 · Pion blanc sur case noire b4 · Fou noir sur case blanche e4 · Pion blanc sur case noire f4 · Cavalier noir sur case blanche g4 · Pion blanc sur case noire h4 · Pion blanc sur case noire a3 · Tour noire sur case blanche h3 · Fou blanc sur case noire b2 · Dame blanche sur case blanche g2 · Pion blanc sur case noire h2 · Tour blanche sur case noire a1 · Tour blanche sur case blanche f1 · Roi blanc sur case blanche h1 | 8 |
| 7 | Roi noir sur case blanche g8 · Pion noir sur case blanche f7 · Pion noir sur case noire g7 · Pion noir sur case blanche h7 · Pion noir sur case blanche a6 · Fou noir sur case noire b6 · Pion noir sur case blanche e6 · Pion noir sur case blanche b5 · Pion blanc sur case noire e5 · Pion blanc sur case noire b4 · Fou noir sur case blanche e4 · Pion blanc sur case noire f4 · Cavalier noir sur case blanche g4 · Pion blanc sur case noire h4 · Pion blanc sur case noire a3 · Tour noire sur case blanche h3 · Fou blanc sur case noire b2 · Dame blanche sur case blanche g2 · Pion blanc sur case noire h2 · Tour blanche sur case noire a1 · Tour blanche sur case blanche f1 · Roi blanc sur case blanche h1 | Roi noir sur case blanche g8 · Pion noir sur case blanche f7 · Pion noir sur case noire g7 · Pion noir sur case blanche h7 · Pion noir sur case blanche a6 · Fou noir sur case noire b6 · Pion noir sur case blanche e6 · Pion noir sur case blanche b5 · Pion blanc sur case noire e5 · Pion blanc sur case noire b4 · Fou noir sur case blanche e4 · Pion blanc sur case noire f4 · Cavalier noir sur case blanche g4 · Pion blanc sur case noire h4 · Pion blanc sur case noire a3 · Tour noire sur case blanche h3 · Fou blanc sur case noire b2 · Dame blanche sur case blanche g2 · Pion blanc sur case noire h2 · Tour blanche sur case noire a1 · Tour blanche sur case blanche f1 · Roi blanc sur case blanche h1 | Roi noir sur case blanche g8 · Pion noir sur case blanche f7 · Pion noir sur case noire g7 · Pion noir sur case blanche h7 · Pion noir sur case blanche a6 · Fou noir sur case noire b6 · Pion noir sur case blanche e6 · Pion noir sur case blanche b5 · Pion blanc sur case noire e5 · Pion blanc sur case noire b4 · Fou noir sur case blanche e4 · Pion blanc sur case noire f4 · Cavalier noir sur case blanche g4 · Pion blanc sur case noire h4 · Pion blanc sur case noire a3 · Tour noire sur case blanche h3 · Fou blanc sur case noire b2 · Dame blanche sur case blanche g2 · Pion blanc sur case noire h2 · Tour blanche sur case noire a1 · Tour blanche sur case blanche f1 · Roi blanc sur case blanche h1 | Roi noir sur case blanche g8 · Pion noir sur case blanche f7 · Pion noir sur case noire g7 · Pion noir sur case blanche h7 · Pion noir sur case blanche a6 · Fou noir sur case noire b6 · Pion noir sur case blanche e6 · Pion noir sur case blanche b5 · Pion blanc sur case noire e5 · Pion blanc sur case noire b4 · Fou noir sur case blanche e4 · Pion blanc sur case noire f4 · Cavalier noir sur case blanche g4 · Pion blanc sur case noire h4 · Pion blanc sur case noire a3 · Tour noire sur case blanche h3 · Fou blanc sur case noire b2 · Dame blanche sur case blanche g2 · Pion blanc sur case noire h2 · Tour blanche sur case noire a1 · Tour blanche sur case blanche f1 · Roi blanc sur case blanche h1 | Roi noir sur case blanche g8 · Pion noir sur case blanche f7 · Pion noir sur case noire g7 · Pion noir sur case blanche h7 · Pion noir sur case blanche a6 · Fou noir sur case noire b6 · Pion noir sur case blanche e6 · Pion noir sur case blanche b5 · Pion blanc sur case noire e5 · Pion blanc sur case noire b4 · Fou noir sur case blanche e4 · Pion blanc sur case noire f4 · Cavalier noir sur case blanche g4 · Pion blanc sur case noire h4 · Pion blanc sur case noire a3 · Tour noire sur case blanche h3 · Fou blanc sur case noire b2 · Dame blanche sur case blanche g2 · Pion blanc sur case noire h2 · Tour blanche sur case noire a1 · Tour blanche sur case blanche f1 · Roi blanc sur case blanche h1 | Roi noir sur case blanche g8 · Pion noir sur case blanche f7 · Pion noir sur case noire g7 · Pion noir sur case blanche h7 · Pion noir sur case blanche a6 · Fou noir sur case noire b6 · Pion noir sur case blanche e6 · Pion noir sur case blanche b5 · Pion blanc sur case noire e5 · Pion blanc sur case noire b4 · Fou noir sur case blanche e4 · Pion blanc sur case noire f4 · Cavalier noir sur case blanche g4 · Pion blanc sur case noire h4 · Pion blanc sur case noire a3 · Tour noire sur case blanche h3 · Fou blanc sur case noire b2 · Dame blanche sur case blanche g2 · Pion blanc sur case noire h2 · Tour blanche sur case noire a1 · Tour blanche sur case blanche f1 · Roi blanc sur case blanche h1 | Roi noir sur case blanche g8 · Pion noir sur case blanche f7 · Pion noir sur case noire g7 · Pion noir sur case blanche h7 · Pion noir sur case blanche a6 · Fou noir sur case noire b6 · Pion noir sur case blanche e6 · Pion noir sur case blanche b5 · Pion blanc sur case noire e5 · Pion blanc sur case noire b4 · Fou noir sur case blanche e4 · Pion blanc sur case noire f4 · Cavalier noir sur case blanche g4 · Pion blanc sur case noire h4 · Pion blanc sur case noire a3 · Tour noire sur case blanche h3 · Fou blanc sur case noire b2 · Dame blanche sur case blanche g2 · Pion blanc sur case noire h2 · Tour blanche sur case noire a1 · Tour blanche sur case blanche f1 · Roi blanc sur case blanche h1 | Roi noir sur case blanche g8 · Pion noir sur case blanche f7 · Pion noir sur case noire g7 · Pion noir sur case blanche h7 · Pion noir sur case blanche a6 · Fou noir sur case noire b6 · Pion noir sur case blanche e6 · Pion noir sur case blanche b5 · Pion blanc sur case noire e5 · Pion blanc sur case noire b4 · Fou noir sur case blanche e4 · Pion blanc sur case noire f4 · Cavalier noir sur case blanche g4 · Pion blanc sur case noire h4 · Pion blanc sur case noire a3 · Tour noire sur case blanche h3 · Fou blanc sur case noire b2 · Dame blanche sur case blanche g2 · Pion blanc sur case noire h2 · Tour blanche sur case noire a1 · Tour blanche sur case blanche f1 · Roi blanc sur case blanche h1 | 7 |
| 6 | Roi noir sur case blanche g8 · Pion noir sur case blanche f7 · Pion noir sur case noire g7 · Pion noir sur case blanche h7 · Pion noir sur case blanche a6 · Fou noir sur case noire b6 · Pion noir sur case blanche e6 · Pion noir sur case blanche b5 · Pion blanc sur case noire e5 · Pion blanc sur case noire b4 · Fou noir sur case blanche e4 · Pion blanc sur case noire f4 · Cavalier noir sur case blanche g4 · Pion blanc sur case noire h4 · Pion blanc sur case noire a3 · Tour noire sur case blanche h3 · Fou blanc sur case noire b2 · Dame blanche sur case blanche g2 · Pion blanc sur case noire h2 · Tour blanche sur case noire a1 · Tour blanche sur case blanche f1 · Roi blanc sur case blanche h1 | Roi noir sur case blanche g8 · Pion noir sur case blanche f7 · Pion noir sur case noire g7 · Pion noir sur case blanche h7 · Pion noir sur case blanche a6 · Fou noir sur case noire b6 · Pion noir sur case blanche e6 · Pion noir sur case blanche b5 · Pion blanc sur case noire e5 · Pion blanc sur case noire b4 · Fou noir sur case blanche e4 · Pion blanc sur case noire f4 · Cavalier noir sur case blanche g4 · Pion blanc sur case noire h4 · Pion blanc sur case noire a3 · Tour noire sur case blanche h3 · Fou blanc sur case noire b2 · Dame blanche sur case blanche g2 · Pion blanc sur case noire h2 · Tour blanche sur case noire a1 · Tour blanche sur case blanche f1 · Roi blanc sur case blanche h1 | Roi noir sur case blanche g8 · Pion noir sur case blanche f7 · Pion noir sur case noire g7 · Pion noir sur case blanche h7 · Pion noir sur case blanche a6 · Fou noir sur case noire b6 · Pion noir sur case blanche e6 · Pion noir sur case blanche b5 · Pion blanc sur case noire e5 · Pion blanc sur case noire b4 · Fou noir sur case blanche e4 · Pion blanc sur case noire f4 · Cavalier noir sur case blanche g4 · Pion blanc sur case noire h4 · Pion blanc sur case noire a3 · Tour noire sur case blanche h3 · Fou blanc sur case noire b2 · Dame blanche sur case blanche g2 · Pion blanc sur case noire h2 · Tour blanche sur case noire a1 · Tour blanche sur case blanche f1 · Roi blanc sur case blanche h1 | Roi noir sur case blanche g8 · Pion noir sur case blanche f7 · Pion noir sur case noire g7 · Pion noir sur case blanche h7 · Pion noir sur case blanche a6 · Fou noir sur case noire b6 · Pion noir sur case blanche e6 · Pion noir sur case blanche b5 · Pion blanc sur case noire e5 · Pion blanc sur case noire b4 · Fou noir sur case blanche e4 · Pion blanc sur case noire f4 · Cavalier noir sur case blanche g4 · Pion blanc sur case noire h4 · Pion blanc sur case noire a3 · Tour noire sur case blanche h3 · Fou blanc sur case noire b2 · Dame blanche sur case blanche g2 · Pion blanc sur case noire h2 · Tour blanche sur case noire a1 · Tour blanche sur case blanche f1 · Roi blanc sur case blanche h1 | Roi noir sur case blanche g8 · Pion noir sur case blanche f7 · Pion noir sur case noire g7 · Pion noir sur case blanche h7 · Pion noir sur case blanche a6 · Fou noir sur case noire b6 · Pion noir sur case blanche e6 · Pion noir sur case blanche b5 · Pion blanc sur case noire e5 · Pion blanc sur case noire b4 · Fou noir sur case blanche e4 · Pion blanc sur case noire f4 · Cavalier noir sur case blanche g4 · Pion blanc sur case noire h4 · Pion blanc sur case noire a3 · Tour noire sur case blanche h3 · Fou blanc sur case noire b2 · Dame blanche sur case blanche g2 · Pion blanc sur case noire h2 · Tour blanche sur case noire a1 · Tour blanche sur case blanche f1 · Roi blanc sur case blanche h1 | Roi noir sur case blanche g8 · Pion noir sur case blanche f7 · Pion noir sur case noire g7 · Pion noir sur case blanche h7 · Pion noir sur case blanche a6 · Fou noir sur case noire b6 · Pion noir sur case blanche e6 · Pion noir sur case blanche b5 · Pion blanc sur case noire e5 · Pion blanc sur case noire b4 · Fou noir sur case blanche e4 · Pion blanc sur case noire f4 · Cavalier noir sur case blanche g4 · Pion blanc sur case noire h4 · Pion blanc sur case noire a3 · Tour noire sur case blanche h3 · Fou blanc sur case noire b2 · Dame blanche sur case blanche g2 · Pion blanc sur case noire h2 · Tour blanche sur case noire a1 · Tour blanche sur case blanche f1 · Roi blanc sur case blanche h1 | Roi noir sur case blanche g8 · Pion noir sur case blanche f7 · Pion noir sur case noire g7 · Pion noir sur case blanche h7 · Pion noir sur case blanche a6 · Fou noir sur case noire b6 · Pion noir sur case blanche e6 · Pion noir sur case blanche b5 · Pion blanc sur case noire e5 · Pion blanc sur case noire b4 · Fou noir sur case blanche e4 · Pion blanc sur case noire f4 · Cavalier noir sur case blanche g4 · Pion blanc sur case noire h4 · Pion blanc sur case noire a3 · Tour noire sur case blanche h3 · Fou blanc sur case noire b2 · Dame blanche sur case blanche g2 · Pion blanc sur case noire h2 · Tour blanche sur case noire a1 · Tour blanche sur case blanche f1 · Roi blanc sur case blanche h1 | Roi noir sur case blanche g8 · Pion noir sur case blanche f7 · Pion noir sur case noire g7 · Pion noir sur case blanche h7 · Pion noir sur case blanche a6 · Fou noir sur case noire b6 · Pion noir sur case blanche e6 · Pion noir sur case blanche b5 · Pion blanc sur case noire e5 · Pion blanc sur case noire b4 · Fou noir sur case blanche e4 · Pion blanc sur case noire f4 · Cavalier noir sur case blanche g4 · Pion blanc sur case noire h4 · Pion blanc sur case noire a3 · Tour noire sur case blanche h3 · Fou blanc sur case noire b2 · Dame blanche sur case blanche g2 · Pion blanc sur case noire h2 · Tour blanche sur case noire a1 · Tour blanche sur case blanche f1 · Roi blanc sur case blanche h1 | 6 |
| 5 | Roi noir sur case blanche g8 · Pion noir sur case blanche f7 · Pion noir sur case noire g7 · Pion noir sur case blanche h7 · Pion noir sur case blanche a6 · Fou noir sur case noire b6 · Pion noir sur case blanche e6 · Pion noir sur case blanche b5 · Pion blanc sur case noire e5 · Pion blanc sur case noire b4 · Fou noir sur case blanche e4 · Pion blanc sur case noire f4 · Cavalier noir sur case blanche g4 · Pion blanc sur case noire h4 · Pion blanc sur case noire a3 · Tour noire sur case blanche h3 · Fou blanc sur case noire b2 · Dame blanche sur case blanche g2 · Pion blanc sur case noire h2 · Tour blanche sur case noire a1 · Tour blanche sur case blanche f1 · Roi blanc sur case blanche h1 | Roi noir sur case blanche g8 · Pion noir sur case blanche f7 · Pion noir sur case noire g7 · Pion noir sur case blanche h7 · Pion noir sur case blanche a6 · Fou noir sur case noire b6 · Pion noir sur case blanche e6 · Pion noir sur case blanche b5 · Pion blanc sur case noire e5 · Pion blanc sur case noire b4 · Fou noir sur case blanche e4 · Pion blanc sur case noire f4 · Cavalier noir sur case blanche g4 · Pion blanc sur case noire h4 · Pion blanc sur case noire a3 · Tour noire sur case blanche h3 · Fou blanc sur case noire b2 · Dame blanche sur case blanche g2 · Pion blanc sur case noire h2 · Tour blanche sur case noire a1 · Tour blanche sur case blanche f1 · Roi blanc sur case blanche h1 | Roi noir sur case blanche g8 · Pion noir sur case blanche f7 · Pion noir sur case noire g7 · Pion noir sur case blanche h7 · Pion noir sur case blanche a6 · Fou noir sur case noire b6 · Pion noir sur case blanche e6 · Pion noir sur case blanche b5 · Pion blanc sur case noire e5 · Pion blanc sur case noire b4 · Fou noir sur case blanche e4 · Pion blanc sur case noire f4 · Cavalier noir sur case blanche g4 · Pion blanc sur case noire h4 · Pion blanc sur case noire a3 · Tour noire sur case blanche h3 · Fou blanc sur case noire b2 · Dame blanche sur case blanche g2 · Pion blanc sur case noire h2 · Tour blanche sur case noire a1 · Tour blanche sur case blanche f1 · Roi blanc sur case blanche h1 | Roi noir sur case blanche g8 · Pion noir sur case blanche f7 · Pion noir sur case noire g7 · Pion noir sur case blanche h7 · Pion noir sur case blanche a6 · Fou noir sur case noire b6 · Pion noir sur case blanche e6 · Pion noir sur case blanche b5 · Pion blanc sur case noire e5 · Pion blanc sur case noire b4 · Fou noir sur case blanche e4 · Pion blanc sur case noire f4 · Cavalier noir sur case blanche g4 · Pion blanc sur case noire h4 · Pion blanc sur case noire a3 · Tour noire sur case blanche h3 · Fou blanc sur case noire b2 · Dame blanche sur case blanche g2 · Pion blanc sur case noire h2 · Tour blanche sur case noire a1 · Tour blanche sur case blanche f1 · Roi blanc sur case blanche h1 | Roi noir sur case blanche g8 · Pion noir sur case blanche f7 · Pion noir sur case noire g7 · Pion noir sur case blanche h7 · Pion noir sur case blanche a6 · Fou noir sur case noire b6 · Pion noir sur case blanche e6 · Pion noir sur case blanche b5 · Pion blanc sur case noire e5 · Pion blanc sur case noire b4 · Fou noir sur case blanche e4 · Pion blanc sur case noire f4 · Cavalier noir sur case blanche g4 · Pion blanc sur case noire h4 · Pion blanc sur case noire a3 · Tour noire sur case blanche h3 · Fou blanc sur case noire b2 · Dame blanche sur case blanche g2 · Pion blanc sur case noire h2 · Tour blanche sur case noire a1 · Tour blanche sur case blanche f1 · Roi blanc sur case blanche h1 | Roi noir sur case blanche g8 · Pion noir sur case blanche f7 · Pion noir sur case noire g7 · Pion noir sur case blanche h7 · Pion noir sur case blanche a6 · Fou noir sur case noire b6 · Pion noir sur case blanche e6 · Pion noir sur case blanche b5 · Pion blanc sur case noire e5 · Pion blanc sur case noire b4 · Fou noir sur case blanche e4 · Pion blanc sur case noire f4 · Cavalier noir sur case blanche g4 · Pion blanc sur case noire h4 · Pion blanc sur case noire a3 · Tour noire sur case blanche h3 · Fou blanc sur case noire b2 · Dame blanche sur case blanche g2 · Pion blanc sur case noire h2 · Tour blanche sur case noire a1 · Tour blanche sur case blanche f1 · Roi blanc sur case blanche h1 | Roi noir sur case blanche g8 · Pion noir sur case blanche f7 · Pion noir sur case noire g7 · Pion noir sur case blanche h7 · Pion noir sur case blanche a6 · Fou noir sur case noire b6 · Pion noir sur case blanche e6 · Pion noir sur case blanche b5 · Pion blanc sur case noire e5 · Pion blanc sur case noire b4 · Fou noir sur case blanche e4 · Pion blanc sur case noire f4 · Cavalier noir sur case blanche g4 · Pion blanc sur case noire h4 · Pion blanc sur case noire a3 · Tour noire sur case blanche h3 · Fou blanc sur case noire b2 · Dame blanche sur case blanche g2 · Pion blanc sur case noire h2 · Tour blanche sur case noire a1 · Tour blanche sur case blanche f1 · Roi blanc sur case blanche h1 | Roi noir sur case blanche g8 · Pion noir sur case blanche f7 · Pion noir sur case noire g7 · Pion noir sur case blanche h7 · Pion noir sur case blanche a6 · Fou noir sur case noire b6 · Pion noir sur case blanche e6 · Pion noir sur case blanche b5 · Pion blanc sur case noire e5 · Pion blanc sur case noire b4 · Fou noir sur case blanche e4 · Pion blanc sur case noire f4 · Cavalier noir sur case blanche g4 · Pion blanc sur case noire h4 · Pion blanc sur case noire a3 · Tour noire sur case blanche h3 · Fou blanc sur case noire b2 · Dame blanche sur case blanche g2 · Pion blanc sur case noire h2 · Tour blanche sur case noire a1 · Tour blanche sur case blanche f1 · Roi blanc sur case blanche h1 | 5 |
| 4 | Roi noir sur case blanche g8 · Pion noir sur case blanche f7 · Pion noir sur case noire g7 · Pion noir sur case blanche h7 · Pion noir sur case blanche a6 · Fou noir sur case noire b6 · Pion noir sur case blanche e6 · Pion noir sur case blanche b5 · Pion blanc sur case noire e5 · Pion blanc sur case noire b4 · Fou noir sur case blanche e4 · Pion blanc sur case noire f4 · Cavalier noir sur case blanche g4 · Pion blanc sur case noire h4 · Pion blanc sur case noire a3 · Tour noire sur case blanche h3 · Fou blanc sur case noire b2 · Dame blanche sur case blanche g2 · Pion blanc sur case noire h2 · Tour blanche sur case noire a1 · Tour blanche sur case blanche f1 · Roi blanc sur case blanche h1 | Roi noir sur case blanche g8 · Pion noir sur case blanche f7 · Pion noir sur case noire g7 · Pion noir sur case blanche h7 · Pion noir sur case blanche a6 · Fou noir sur case noire b6 · Pion noir sur case blanche e6 · Pion noir sur case blanche b5 · Pion blanc sur case noire e5 · Pion blanc sur case noire b4 · Fou noir sur case blanche e4 · Pion blanc sur case noire f4 · Cavalier noir sur case blanche g4 · Pion blanc sur case noire h4 · Pion blanc sur case noire a3 · Tour noire sur case blanche h3 · Fou blanc sur case noire b2 · Dame blanche sur case blanche g2 · Pion blanc sur case noire h2 · Tour blanche sur case noire a1 · Tour blanche sur case blanche f1 · Roi blanc sur case blanche h1 | Roi noir sur case blanche g8 · Pion noir sur case blanche f7 · Pion noir sur case noire g7 · Pion noir sur case blanche h7 · Pion noir sur case blanche a6 · Fou noir sur case noire b6 · Pion noir sur case blanche e6 · Pion noir sur case blanche b5 · Pion blanc sur case noire e5 · Pion blanc sur case noire b4 · Fou noir sur case blanche e4 · Pion blanc sur case noire f4 · Cavalier noir sur case blanche g4 · Pion blanc sur case noire h4 · Pion blanc sur case noire a3 · Tour noire sur case blanche h3 · Fou blanc sur case noire b2 · Dame blanche sur case blanche g2 · Pion blanc sur case noire h2 · Tour blanche sur case noire a1 · Tour blanche sur case blanche f1 · Roi blanc sur case blanche h1 | Roi noir sur case blanche g8 · Pion noir sur case blanche f7 · Pion noir sur case noire g7 · Pion noir sur case blanche h7 · Pion noir sur case blanche a6 · Fou noir sur case noire b6 · Pion noir sur case blanche e6 · Pion noir sur case blanche b5 · Pion blanc sur case noire e5 · Pion blanc sur case noire b4 · Fou noir sur case blanche e4 · Pion blanc sur case noire f4 · Cavalier noir sur case blanche g4 · Pion blanc sur case noire h4 · Pion blanc sur case noire a3 · Tour noire sur case blanche h3 · Fou blanc sur case noire b2 · Dame blanche sur case blanche g2 · Pion blanc sur case noire h2 · Tour blanche sur case noire a1 · Tour blanche sur case blanche f1 · Roi blanc sur case blanche h1 | Roi noir sur case blanche g8 · Pion noir sur case blanche f7 · Pion noir sur case noire g7 · Pion noir sur case blanche h7 · Pion noir sur case blanche a6 · Fou noir sur case noire b6 · Pion noir sur case blanche e6 · Pion noir sur case blanche b5 · Pion blanc sur case noire e5 · Pion blanc sur case noire b4 · Fou noir sur case blanche e4 · Pion blanc sur case noire f4 · Cavalier noir sur case blanche g4 · Pion blanc sur case noire h4 · Pion blanc sur case noire a3 · Tour noire sur case blanche h3 · Fou blanc sur case noire b2 · Dame blanche sur case blanche g2 · Pion blanc sur case noire h2 · Tour blanche sur case noire a1 · Tour blanche sur case blanche f1 · Roi blanc sur case blanche h1 | Roi noir sur case blanche g8 · Pion noir sur case blanche f7 · Pion noir sur case noire g7 · Pion noir sur case blanche h7 · Pion noir sur case blanche a6 · Fou noir sur case noire b6 · Pion noir sur case blanche e6 · Pion noir sur case blanche b5 · Pion blanc sur case noire e5 · Pion blanc sur case noire b4 · Fou noir sur case blanche e4 · Pion blanc sur case noire f4 · Cavalier noir sur case blanche g4 · Pion blanc sur case noire h4 · Pion blanc sur case noire a3 · Tour noire sur case blanche h3 · Fou blanc sur case noire b2 · Dame blanche sur case blanche g2 · Pion blanc sur case noire h2 · Tour blanche sur case noire a1 · Tour blanche sur case blanche f1 · Roi blanc sur case blanche h1 | Roi noir sur case blanche g8 · Pion noir sur case blanche f7 · Pion noir sur case noire g7 · Pion noir sur case blanche h7 · Pion noir sur case blanche a6 · Fou noir sur case noire b6 · Pion noir sur case blanche e6 · Pion noir sur case blanche b5 · Pion blanc sur case noire e5 · Pion blanc sur case noire b4 · Fou noir sur case blanche e4 · Pion blanc sur case noire f4 · Cavalier noir sur case blanche g4 · Pion blanc sur case noire h4 · Pion blanc sur case noire a3 · Tour noire sur case blanche h3 · Fou blanc sur case noire b2 · Dame blanche sur case blanche g2 · Pion blanc sur case noire h2 · Tour blanche sur case noire a1 · Tour blanche sur case blanche f1 · Roi blanc sur case blanche h1 | Roi noir sur case blanche g8 · Pion noir sur case blanche f7 · Pion noir sur case noire g7 · Pion noir sur case blanche h7 · Pion noir sur case blanche a6 · Fou noir sur case noire b6 · Pion noir sur case blanche e6 · Pion noir sur case blanche b5 · Pion blanc sur case noire e5 · Pion blanc sur case noire b4 · Fou noir sur case blanche e4 · Pion blanc sur case noire f4 · Cavalier noir sur case blanche g4 · Pion blanc sur case noire h4 · Pion blanc sur case noire a3 · Tour noire sur case blanche h3 · Fou blanc sur case noire b2 · Dame blanche sur case blanche g2 · Pion blanc sur case noire h2 · Tour blanche sur case noire a1 · Tour blanche sur case blanche f1 · Roi blanc sur case blanche h1 | 4 |
| 3 | Roi noir sur case blanche g8 · Pion noir sur case blanche f7 · Pion noir sur case noire g7 · Pion noir sur case blanche h7 · Pion noir sur case blanche a6 · Fou noir sur case noire b6 · Pion noir sur case blanche e6 · Pion noir sur case blanche b5 · Pion blanc sur case noire e5 · Pion blanc sur case noire b4 · Fou noir sur case blanche e4 · Pion blanc sur case noire f4 · Cavalier noir sur case blanche g4 · Pion blanc sur case noire h4 · Pion blanc sur case noire a3 · Tour noire sur case blanche h3 · Fou blanc sur case noire b2 · Dame blanche sur case blanche g2 · Pion blanc sur case noire h2 · Tour blanche sur case noire a1 · Tour blanche sur case blanche f1 · Roi blanc sur case blanche h1 | Roi noir sur case blanche g8 · Pion noir sur case blanche f7 · Pion noir sur case noire g7 · Pion noir sur case blanche h7 · Pion noir sur case blanche a6 · Fou noir sur case noire b6 · Pion noir sur case blanche e6 · Pion noir sur case blanche b5 · Pion blanc sur case noire e5 · Pion blanc sur case noire b4 · Fou noir sur case blanche e4 · Pion blanc sur case noire f4 · Cavalier noir sur case blanche g4 · Pion blanc sur case noire h4 · Pion blanc sur case noire a3 · Tour noire sur case blanche h3 · Fou blanc sur case noire b2 · Dame blanche sur case blanche g2 · Pion blanc sur case noire h2 · Tour blanche sur case noire a1 · Tour blanche sur case blanche f1 · Roi blanc sur case blanche h1 | Roi noir sur case blanche g8 · Pion noir sur case blanche f7 · Pion noir sur case noire g7 · Pion noir sur case blanche h7 · Pion noir sur case blanche a6 · Fou noir sur case noire b6 · Pion noir sur case blanche e6 · Pion noir sur case blanche b5 · Pion blanc sur case noire e5 · Pion blanc sur case noire b4 · Fou noir sur case blanche e4 · Pion blanc sur case noire f4 · Cavalier noir sur case blanche g4 · Pion blanc sur case noire h4 · Pion blanc sur case noire a3 · Tour noire sur case blanche h3 · Fou blanc sur case noire b2 · Dame blanche sur case blanche g2 · Pion blanc sur case noire h2 · Tour blanche sur case noire a1 · Tour blanche sur case blanche f1 · Roi blanc sur case blanche h1 | Roi noir sur case blanche g8 · Pion noir sur case blanche f7 · Pion noir sur case noire g7 · Pion noir sur case blanche h7 · Pion noir sur case blanche a6 · Fou noir sur case noire b6 · Pion noir sur case blanche e6 · Pion noir sur case blanche b5 · Pion blanc sur case noire e5 · Pion blanc sur case noire b4 · Fou noir sur case blanche e4 · Pion blanc sur case noire f4 · Cavalier noir sur case blanche g4 · Pion blanc sur case noire h4 · Pion blanc sur case noire a3 · Tour noire sur case blanche h3 · Fou blanc sur case noire b2 · Dame blanche sur case blanche g2 · Pion blanc sur case noire h2 · Tour blanche sur case noire a1 · Tour blanche sur case blanche f1 · Roi blanc sur case blanche h1 | Roi noir sur case blanche g8 · Pion noir sur case blanche f7 · Pion noir sur case noire g7 · Pion noir sur case blanche h7 · Pion noir sur case blanche a6 · Fou noir sur case noire b6 · Pion noir sur case blanche e6 · Pion noir sur case blanche b5 · Pion blanc sur case noire e5 · Pion blanc sur case noire b4 · Fou noir sur case blanche e4 · Pion blanc sur case noire f4 · Cavalier noir sur case blanche g4 · Pion blanc sur case noire h4 · Pion blanc sur case noire a3 · Tour noire sur case blanche h3 · Fou blanc sur case noire b2 · Dame blanche sur case blanche g2 · Pion blanc sur case noire h2 · Tour blanche sur case noire a1 · Tour blanche sur case blanche f1 · Roi blanc sur case blanche h1 | Roi noir sur case blanche g8 · Pion noir sur case blanche f7 · Pion noir sur case noire g7 · Pion noir sur case blanche h7 · Pion noir sur case blanche a6 · Fou noir sur case noire b6 · Pion noir sur case blanche e6 · Pion noir sur case blanche b5 · Pion blanc sur case noire e5 · Pion blanc sur case noire b4 · Fou noir sur case blanche e4 · Pion blanc sur case noire f4 · Cavalier noir sur case blanche g4 · Pion blanc sur case noire h4 · Pion blanc sur case noire a3 · Tour noire sur case blanche h3 · Fou blanc sur case noire b2 · Dame blanche sur case blanche g2 · Pion blanc sur case noire h2 · Tour blanche sur case noire a1 · Tour blanche sur case blanche f1 · Roi blanc sur case blanche h1 | Roi noir sur case blanche g8 · Pion noir sur case blanche f7 · Pion noir sur case noire g7 · Pion noir sur case blanche h7 · Pion noir sur case blanche a6 · Fou noir sur case noire b6 · Pion noir sur case blanche e6 · Pion noir sur case blanche b5 · Pion blanc sur case noire e5 · Pion blanc sur case noire b4 · Fou noir sur case blanche e4 · Pion blanc sur case noire f4 · Cavalier noir sur case blanche g4 · Pion blanc sur case noire h4 · Pion blanc sur case noire a3 · Tour noire sur case blanche h3 · Fou blanc sur case noire b2 · Dame blanche sur case blanche g2 · Pion blanc sur case noire h2 · Tour blanche sur case noire a1 · Tour blanche sur case blanche f1 · Roi blanc sur case blanche h1 | Roi noir sur case blanche g8 · Pion noir sur case blanche f7 · Pion noir sur case noire g7 · Pion noir sur case blanche h7 · Pion noir sur case blanche a6 · Fou noir sur case noire b6 · Pion noir sur case blanche e6 · Pion noir sur case blanche b5 · Pion blanc sur case noire e5 · Pion blanc sur case noire b4 · Fou noir sur case blanche e4 · Pion blanc sur case noire f4 · Cavalier noir sur case blanche g4 · Pion blanc sur case noire h4 · Pion blanc sur case noire a3 · Tour noire sur case blanche h3 · Fou blanc sur case noire b2 · Dame blanche sur case blanche g2 · Pion blanc sur case noire h2 · Tour blanche sur case noire a1 · Tour blanche sur case blanche f1 · Roi blanc sur case blanche h1 | 3 |
| 2 | Roi noir sur case blanche g8 · Pion noir sur case blanche f7 · Pion noir sur case noire g7 · Pion noir sur case blanche h7 · Pion noir sur case blanche a6 · Fou noir sur case noire b6 · Pion noir sur case blanche e6 · Pion noir sur case blanche b5 · Pion blanc sur case noire e5 · Pion blanc sur case noire b4 · Fou noir sur case blanche e4 · Pion blanc sur case noire f4 · Cavalier noir sur case blanche g4 · Pion blanc sur case noire h4 · Pion blanc sur case noire a3 · Tour noire sur case blanche h3 · Fou blanc sur case noire b2 · Dame blanche sur case blanche g2 · Pion blanc sur case noire h2 · Tour blanche sur case noire a1 · Tour blanche sur case blanche f1 · Roi blanc sur case blanche h1 | Roi noir sur case blanche g8 · Pion noir sur case blanche f7 · Pion noir sur case noire g7 · Pion noir sur case blanche h7 · Pion noir sur case blanche a6 · Fou noir sur case noire b6 · Pion noir sur case blanche e6 · Pion noir sur case blanche b5 · Pion blanc sur case noire e5 · Pion blanc sur case noire b4 · Fou noir sur case blanche e4 · Pion blanc sur case noire f4 · Cavalier noir sur case blanche g4 · Pion blanc sur case noire h4 · Pion blanc sur case noire a3 · Tour noire sur case blanche h3 · Fou blanc sur case noire b2 · Dame blanche sur case blanche g2 · Pion blanc sur case noire h2 · Tour blanche sur case noire a1 · Tour blanche sur case blanche f1 · Roi blanc sur case blanche h1 | Roi noir sur case blanche g8 · Pion noir sur case blanche f7 · Pion noir sur case noire g7 · Pion noir sur case blanche h7 · Pion noir sur case blanche a6 · Fou noir sur case noire b6 · Pion noir sur case blanche e6 · Pion noir sur case blanche b5 · Pion blanc sur case noire e5 · Pion blanc sur case noire b4 · Fou noir sur case blanche e4 · Pion blanc sur case noire f4 · Cavalier noir sur case blanche g4 · Pion blanc sur case noire h4 · Pion blanc sur case noire a3 · Tour noire sur case blanche h3 · Fou blanc sur case noire b2 · Dame blanche sur case blanche g2 · Pion blanc sur case noire h2 · Tour blanche sur case noire a1 · Tour blanche sur case blanche f1 · Roi blanc sur case blanche h1 | Roi noir sur case blanche g8 · Pion noir sur case blanche f7 · Pion noir sur case noire g7 · Pion noir sur case blanche h7 · Pion noir sur case blanche a6 · Fou noir sur case noire b6 · Pion noir sur case blanche e6 · Pion noir sur case blanche b5 · Pion blanc sur case noire e5 · Pion blanc sur case noire b4 · Fou noir sur case blanche e4 · Pion blanc sur case noire f4 · Cavalier noir sur case blanche g4 · Pion blanc sur case noire h4 · Pion blanc sur case noire a3 · Tour noire sur case blanche h3 · Fou blanc sur case noire b2 · Dame blanche sur case blanche g2 · Pion blanc sur case noire h2 · Tour blanche sur case noire a1 · Tour blanche sur case blanche f1 · Roi blanc sur case blanche h1 | Roi noir sur case blanche g8 · Pion noir sur case blanche f7 · Pion noir sur case noire g7 · Pion noir sur case blanche h7 · Pion noir sur case blanche a6 · Fou noir sur case noire b6 · Pion noir sur case blanche e6 · Pion noir sur case blanche b5 · Pion blanc sur case noire e5 · Pion blanc sur case noire b4 · Fou noir sur case blanche e4 · Pion blanc sur case noire f4 · Cavalier noir sur case blanche g4 · Pion blanc sur case noire h4 · Pion blanc sur case noire a3 · Tour noire sur case blanche h3 · Fou blanc sur case noire b2 · Dame blanche sur case blanche g2 · Pion blanc sur case noire h2 · Tour blanche sur case noire a1 · Tour blanche sur case blanche f1 · Roi blanc sur case blanche h1 | Roi noir sur case blanche g8 · Pion noir sur case blanche f7 · Pion noir sur case noire g7 · Pion noir sur case blanche h7 · Pion noir sur case blanche a6 · Fou noir sur case noire b6 · Pion noir sur case blanche e6 · Pion noir sur case blanche b5 · Pion blanc sur case noire e5 · Pion blanc sur case noire b4 · Fou noir sur case blanche e4 · Pion blanc sur case noire f4 · Cavalier noir sur case blanche g4 · Pion blanc sur case noire h4 · Pion blanc sur case noire a3 · Tour noire sur case blanche h3 · Fou blanc sur case noire b2 · Dame blanche sur case blanche g2 · Pion blanc sur case noire h2 · Tour blanche sur case noire a1 · Tour blanche sur case blanche f1 · Roi blanc sur case blanche h1 | Roi noir sur case blanche g8 · Pion noir sur case blanche f7 · Pion noir sur case noire g7 · Pion noir sur case blanche h7 · Pion noir sur case blanche a6 · Fou noir sur case noire b6 · Pion noir sur case blanche e6 · Pion noir sur case blanche b5 · Pion blanc sur case noire e5 · Pion blanc sur case noire b4 · Fou noir sur case blanche e4 · Pion blanc sur case noire f4 · Cavalier noir sur case blanche g4 · Pion blanc sur case noire h4 · Pion blanc sur case noire a3 · Tour noire sur case blanche h3 · Fou blanc sur case noire b2 · Dame blanche sur case blanche g2 · Pion blanc sur case noire h2 · Tour blanche sur case noire a1 · Tour blanche sur case blanche f1 · Roi blanc sur case blanche h1 | Roi noir sur case blanche g8 · Pion noir sur case blanche f7 · Pion noir sur case noire g7 · Pion noir sur case blanche h7 · Pion noir sur case blanche a6 · Fou noir sur case noire b6 · Pion noir sur case blanche e6 · Pion noir sur case blanche b5 · Pion blanc sur case noire e5 · Pion blanc sur case noire b4 · Fou noir sur case blanche e4 · Pion blanc sur case noire f4 · Cavalier noir sur case blanche g4 · Pion blanc sur case noire h4 · Pion blanc sur case noire a3 · Tour noire sur case blanche h3 · Fou blanc sur case noire b2 · Dame blanche sur case blanche g2 · Pion blanc sur case noire h2 · Tour blanche sur case noire a1 · Tour blanche sur case blanche f1 · Roi blanc sur case blanche h1 | 2 |
| 1 | Roi noir sur case blanche g8 · Pion noir sur case blanche f7 · Pion noir sur case noire g7 · Pion noir sur case blanche h7 · Pion noir sur case blanche a6 · Fou noir sur case noire b6 · Pion noir sur case blanche e6 · Pion noir sur case blanche b5 · Pion blanc sur case noire e5 · Pion blanc sur case noire b4 · Fou noir sur case blanche e4 · Pion blanc sur case noire f4 · Cavalier noir sur case blanche g4 · Pion blanc sur case noire h4 · Pion blanc sur case noire a3 · Tour noire sur case blanche h3 · Fou blanc sur case noire b2 · Dame blanche sur case blanche g2 · Pion blanc sur case noire h2 · Tour blanche sur case noire a1 · Tour blanche sur case blanche f1 · Roi blanc sur case blanche h1 | Roi noir sur case blanche g8 · Pion noir sur case blanche f7 · Pion noir sur case noire g7 · Pion noir sur case blanche h7 · Pion noir sur case blanche a6 · Fou noir sur case noire b6 · Pion noir sur case blanche e6 · Pion noir sur case blanche b5 · Pion blanc sur case noire e5 · Pion blanc sur case noire b4 · Fou noir sur case blanche e4 · Pion blanc sur case noire f4 · Cavalier noir sur case blanche g4 · Pion blanc sur case noire h4 · Pion blanc sur case noire a3 · Tour noire sur case blanche h3 · Fou blanc sur case noire b2 · Dame blanche sur case blanche g2 · Pion blanc sur case noire h2 · Tour blanche sur case noire a1 · Tour blanche sur case blanche f1 · Roi blanc sur case blanche h1 | Roi noir sur case blanche g8 · Pion noir sur case blanche f7 · Pion noir sur case noire g7 · Pion noir sur case blanche h7 · Pion noir sur case blanche a6 · Fou noir sur case noire b6 · Pion noir sur case blanche e6 · Pion noir sur case blanche b5 · Pion blanc sur case noire e5 · Pion blanc sur case noire b4 · Fou noir sur case blanche e4 · Pion blanc sur case noire f4 · Cavalier noir sur case blanche g4 · Pion blanc sur case noire h4 · Pion blanc sur case noire a3 · Tour noire sur case blanche h3 · Fou blanc sur case noire b2 · Dame blanche sur case blanche g2 · Pion blanc sur case noire h2 · Tour blanche sur case noire a1 · Tour blanche sur case blanche f1 · Roi blanc sur case blanche h1 | Roi noir sur case blanche g8 · Pion noir sur case blanche f7 · Pion noir sur case noire g7 · Pion noir sur case blanche h7 · Pion noir sur case blanche a6 · Fou noir sur case noire b6 · Pion noir sur case blanche e6 · Pion noir sur case blanche b5 · Pion blanc sur case noire e5 · Pion blanc sur case noire b4 · Fou noir sur case blanche e4 · Pion blanc sur case noire f4 · Cavalier noir sur case blanche g4 · Pion blanc sur case noire h4 · Pion blanc sur case noire a3 · Tour noire sur case blanche h3 · Fou blanc sur case noire b2 · Dame blanche sur case blanche g2 · Pion blanc sur case noire h2 · Tour blanche sur case noire a1 · Tour blanche sur case blanche f1 · Roi blanc sur case blanche h1 | Roi noir sur case blanche g8 · Pion noir sur case blanche f7 · Pion noir sur case noire g7 · Pion noir sur case blanche h7 · Pion noir sur case blanche a6 · Fou noir sur case noire b6 · Pion noir sur case blanche e6 · Pion noir sur case blanche b5 · Pion blanc sur case noire e5 · Pion blanc sur case noire b4 · Fou noir sur case blanche e4 · Pion blanc sur case noire f4 · Cavalier noir sur case blanche g4 · Pion blanc sur case noire h4 · Pion blanc sur case noire a3 · Tour noire sur case blanche h3 · Fou blanc sur case noire b2 · Dame blanche sur case blanche g2 · Pion blanc sur case noire h2 · Tour blanche sur case noire a1 · Tour blanche sur case blanche f1 · Roi blanc sur case blanche h1 | Roi noir sur case blanche g8 · Pion noir sur case blanche f7 · Pion noir sur case noire g7 · Pion noir sur case blanche h7 · Pion noir sur case blanche a6 · Fou noir sur case noire b6 · Pion noir sur case blanche e6 · Pion noir sur case blanche b5 · Pion blanc sur case noire e5 · Pion blanc sur case noire b4 · Fou noir sur case blanche e4 · Pion blanc sur case noire f4 · Cavalier noir sur case blanche g4 · Pion blanc sur case noire h4 · Pion blanc sur case noire a3 · Tour noire sur case blanche h3 · Fou blanc sur case noire b2 · Dame blanche sur case blanche g2 · Pion blanc sur case noire h2 · Tour blanche sur case noire a1 · Tour blanche sur case blanche f1 · Roi blanc sur case blanche h1 | Roi noir sur case blanche g8 · Pion noir sur case blanche f7 · Pion noir sur case noire g7 · Pion noir sur case blanche h7 · Pion noir sur case blanche a6 · Fou noir sur case noire b6 · Pion noir sur case blanche e6 · Pion noir sur case blanche b5 · Pion blanc sur case noire e5 · Pion blanc sur case noire b4 · Fou noir sur case blanche e4 · Pion blanc sur case noire f4 · Cavalier noir sur case blanche g4 · Pion blanc sur case noire h4 · Pion blanc sur case noire a3 · Tour noire sur case blanche h3 · Fou blanc sur case noire b2 · Dame blanche sur case blanche g2 · Pion blanc sur case noire h2 · Tour blanche sur case noire a1 · Tour blanche sur case blanche f1 · Roi blanc sur case blanche h1 | Roi noir sur case blanche g8 · Pion noir sur case blanche f7 · Pion noir sur case noire g7 · Pion noir sur case blanche h7 · Pion noir sur case blanche a6 · Fou noir sur case noire b6 · Pion noir sur case blanche e6 · Pion noir sur case blanche b5 · Pion blanc sur case noire e5 · Pion blanc sur case noire b4 · Fou noir sur case blanche e4 · Pion blanc sur case noire f4 · Cavalier noir sur case blanche g4 · Pion blanc sur case noire h4 · Pion blanc sur case noire a3 · Tour noire sur case blanche h3 · Fou blanc sur case noire b2 · Dame blanche sur case blanche g2 · Pion blanc sur case noire h2 · Tour blanche sur case noire a1 · Tour blanche sur case blanche f1 · Roi blanc sur case blanche h1 | 1 |
|   | a | b | c | d | e | f | g | h |   |

Au lieu de déplacer sa dame attaquée par le pion g3 ou son fou b7 menacé par le fou blanc en e4, Rubinstein préfère prendre le cavalier blanc en c3, lui aussi protégé.
23. gxh4
Les Blancs n'ont pas d'autre choix que d'accepter ce sacrifice de dame. Si le fou blanc prend la tour noire en c3, alors 23. ... Fxe4+ 24. Dxe4 Dxh2 mat. Si le fou b7 est capturé, il y a 23. ... Txg3, et les blancs sont vite perdus.
23. ... Td2 !! Les Noirs mettent toutes leurs pièces en prise. 
24. Dxd2
Si 24. Fxb7 Txe2 25. Fg2 (sinon 25. ... Txh2 mat) Tcc2 ! et la deuxième ligne est détruite.
24. ... Fxe4+ 25. Dg2 Th3 !! Les blancs abandonnent.
La menace est Txh2 mat, et 26. Fd4 ou 26. Tf3 ne font que retarder l'échéance. Le mat est imparable. Cette attaque foudroyante en seulement cinq coups a pulvérisé les Blancs.